# Élévation du niveau de la mer
Vous lisez un « bon article » labellisé en 2023.

Reconstitution historique et prévision du niveau de la mer de 1800 à 2100, publiée en 2017 par l’U.S. Global Change Research Program for the Fourth National Climate Assessment. RCP2.6 est le scénario dans lequel les émissions atteignent leur maximum avant 2020, RCP4.5 est celui dans lequel le maximum est atteint en 2040, et RCP8.5 est celui dans lequel elles continuent d’augmenter comme actuellement.

Cet article concerne l'élévation du niveau de la mer en cours. Pour son évolution à l'échelle des temps géologiques, voir Niveau de la mer et Transgression marine.
L'élévation du niveau de la mer, appelée aussi remontée du niveau marin, est un phénomène observable au niveau mondial depuis le début du XXe siècle, qui résulte du réchauffement climatique. Le niveau moyen des océans augmente de vingt centimètres entre 1901 et 2018, la moitié de cette hausse étant observée après 1980. Le rythme annuel, en 2020, est estimé à plus de 3,5 mm par an. Les mesures sont effectuées principalement par deux moyens : les marégraphes, installations fixes à terre, et l'altimétrie satellitaire.
Le niveau des océans est lié au climat et plus précisément à la température moyenne à la surface de la Terre. Pendant les périodes glaciaires, il est plus bas qu'actuellement, parfois de plus de cent mètres. Il connaît, comme le climat, une période de stabilité relative d'environ 2 500 ans avant le XXe siècle. L'élévation du niveau de la mer est principalement liée à deux phénomènes qui découlent du réchauffement climatique. Le premier est la fonte d'une partie des glaces continentales (inlandsis polaires et glaciers de montagne), qui contribue pour environ 50 % à l'élévation actuelle. Le deuxième est la dilatation thermique de l'eau des océans sous l'effet de l'élévation de la température. Ces deux phénomènes sont très lents : la constante de temps de leur réponse à une élévation brutale de température se mesure en siècles. Pour cette raison, le niveau de la mer commence à peine à montrer les effets du réchauffement climatique, et devrait, même en cas d'arrêt de ce dernier, continuer à augmenter pendant tout le troisième millénaire.
À côté de ces deux effets principaux, d'autres phénomènes, qui ne sont pas forcément directement liés au réchauffement climatique, contribuent aussi à l'élévation actuelle. Le plus significatif est l'épuisement des aquifères surexploités sur les continents.
Les conséquences prévisibles les plus importantes de l'élévation du niveau de la mer sont le recul du trait de côte, la disparition de territoires insulaires de faible altitude, l'intrusion d'eau salée dans les aquifères d'eau douce proches des côtes, la destruction d'écosystèmes côtiers et la perte de patrimoine culturel et historique. Ces conséquences peuvent être aggravées, localement, par la subsidence des sols et les effets météorologiques.

## Contexte général, définitions

### Niveau local et niveau eustatique

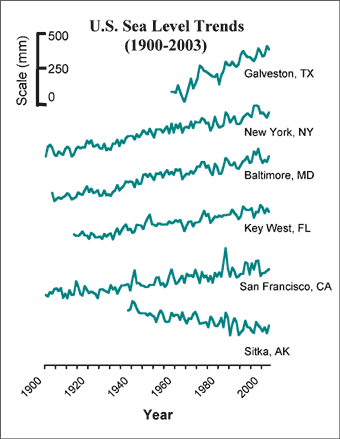
Pour une élévation moyenne, il existe des variations dans le temps et dans l'espace (ici aux États-Unis, notamment en raison respectivement des vents, courants, subsidences ou encore de la force de Coriolis).

Le niveau de la mer mesuré en un lieu donné peut différer du niveau moyen de la mer sur l'ensemble de la Terre (niveau eustatique).
Le niveau moyen local de la mer (NMLM) est défini comme la hauteur de la mer par rapport à un point de référence sur Terre, et en moyenne sur une période de temps suffisamment longue (un mois ou une année) pour que la valeur soit indépendante des fluctuations causées par les vagues et les marées. On doit également ajuster les variations du NMLM pour prendre en compte les mouvements verticaux de la Terre qui peuvent être du même ordre (quelques mm/an) que les changements du niveau de la mer. Certains mouvements de la surface terrestre se produisent à cause d'un ajustement isostatique du manteau terrestre dû à la fonte des inlandsis depuis la fin de la dernière glaciation : en effet, le poids d'un inlandsis fait baisser le niveau du sol et quand la glace fond, la terre remonte ou « rebondit » (rebond post-glaciaire). La pression atmosphérique, les courants océaniques et la force de Coriolis ainsi que les changements de température (et donc de volume) des océans peuvent aussi affecter le NMLM.
Les variations eustatiques, par opposition aux variations locales, concernent l'altération du niveau global de la mer, telle que les changements de volume de l'eau des océans et les changements de volume des bassins océaniques.
Tous ces éléments combinés expliquent que la montée réelle ou apparente de la mer varie géographiquement quand le niveau moyen d'un océan augmente. Un océan peut même s'élever globalement, avec un niveau de laisses de mer qui descendrait légèrement sur certains littoraux et augmenterait plus que la moyenne sur d'autres, même dans le cas de rivages voisins comme ceux de la Grande-Bretagne et du continent, de part et d'autre de la mer du Nord.

### Évolution du niveau de la mer à l'échelle des temps géologiques

Changements du niveau de la mer depuis la fin de la dernière période glaciaire.

Les variations du niveau de la mer aux échelles de temps géologiques sont désignées sous les termes de transgression marine (hausse du niveau) et régression marine (baisse du niveau). À l'échelle de la centaine de milliers d'années, le niveau de la mer a varié avec les glaciations. Il était proche de son niveau actuel durant les périodes interglaciaires et une centaine de mètres plus bas (même 125 m) durant les périodes glaciaires.
Depuis le dernier maximum glaciaire il y a 20 000 ans, le niveau de la mer a augmenté de plus de 125 m, en conséquence de la fonte des inlandsis d'Amérique du Nord et d'Eurasie. La vitesse d'élévation du niveau de la mer a alors varié de moins de 1 mm/an à plus de 40 mm/an. Une vitesse très rapide a eu lieu durant l'impulsion de fonte 1A il y a environ 14 600 ans, au cours de laquelle le niveau de la mer a augmenté de 20 m sur 500 ans (40 mm/an). L'élévation du niveau des océans commence à ralentir il y a environ 8 200 ans (première partie de l'Holocène), et devient très faible à partir de 6 700 ans. Le niveau de la mer n'est alors que d'environ 4 m en dessous du niveau actuel. Il augmente encore légèrement jusqu'à il y a 4 200 ans et est alors à moins de 1 m sous le niveau du début du XXe siècle. Le niveau de la mer est pratiquement constant au cours des derniers 4 200 ans (seconde moitié de l'Holocène), jusqu'à la reprise contemporaine de l'élévation qui commence au début du XXe siècle. Durant cette période, la variation du niveau de la mer est de l'ordre de 0,1 mm/an.

### Évolution récente du niveau de la mer

Niveau eustatique depuis 1993, données satellite NASA, et tendance linéarisée.

Selon la synthèse des connaissances scientifiques publiée en 2021 par le GIEC, le niveau de la mer a augmenté de 0,20 m (intervalle de confiance très probable :  0,15 à 0,25 m) entre 1901 et 2018. Le rythme de hausse de niveau de la mer s'accélère. Selon la synthèse de 2021 du GIEC, la vitesse d'augmentation du niveau de la mer était de 1,3 mm/an (intervalle de confiance très probable :  0,6 à 2,1 mm/an) entre 1901 et 1971, elle a augmenté à 1,9 mm/an (intervalle de confiance très probable :  0,8 à 2,9 mm/an) entre 1971 et 2006, puis à 3,7 mm/an (intervalle de confiance très probable :  3,2 à 4,2 mm/an) entre 2006 et 2018. Fin 2022, un rapport de l'Organisation météorologique mondiale indique que le niveau eustatique a monté d'un centimètre en moins de trois ans, le rythme annuel ayant doublé depuis 1993.
Les données des satellites tendent à indiquer une accélération de l'élévation du niveau de la mer plus importante que celle déterminée à partir des mesures des marégraphes. La mesure de l'accélération de la hausse du niveau de la mer est complexe car les mesures, que ce soient celles des marégraphes ou des satellites, sont perturbées par de nombreux paramètres.

### Causes de l'élévation actuelle

Principales contributions à l'élévation du niveau de la mer, 2006-2015.

La hausse du niveau de la mer observée depuis la fin du XXe siècle et anticipée dans le futur est, pour l'essentiel, une conséquence du réchauffement climatique, dont l'étude ne peut être séparée de celui-ci. Selon la synthèse 2019 du GIEC, au cours de la période 2006-2015, le niveau de la mer a augmenté de 3,58 mm/an en moyenne, tandis que la moyenne de l'augmentation estimée à partir de la synthèse de nombreuses publications scientifiques, est de 3 mm/an : il y a donc un écart entre les mesures et les estimations des contributions à l'élévation du niveau. L'histogramme ci-contre présente les principales contributions, qui sont la dilatation thermique de l'eau et la fonte des glaciers. La contribution e, négative, correspond au changement de la quantité d'eau stockée sur les continents à l'état liquide : lacs de retenues et nappes phréatiques.

## Phénomènes régionaux ou de court terme
De nombreux effets locaux, périodiques ou épisodiques, affectent temporairement le niveau de la mer. Le lien entre ces phénomènes et l'élévation eustatique du niveau de la mer est de deux ordres. D'une part, d'un point de vue métrologique, ces effets doivent être retranchés des mesures pour extraire la tendance à long terme, et l'existence de phénomènes régionaux explique la nécessité de disposer de mesures sur l'ensemble de la planète. D'autre part, en matière de prévision des risques, ces effets s'ajoutent à la hausse globale du niveau de la mer : pour décrire les risques pour telle zone dans le monde, c'est le niveau maximal prévisible qui doit être pris en compte.

### Marées
Les marées astronomiques diurnes et semi-diurnes, phénomènes périodiques dont l'amplitude totale peut varier de 20 cm à 16 m selon les endroits, sont faciles à mesurer, et à retrancher de la tendance à long terme, du fait de leur périodicité courte.
En revanche, il existe différents phénomènes de marées à longue période, avec des périodicités de 14 jours ou plus. Dues à différents phénomènes astronomiques, elles ont des amplitudes relativement faibles. La composante la plus longue est un cycle qui s'étend sur 18,6 ans durant lequel le niveau moyen des pleines mers augmente de 3 % par an durant 9 ans, puis diminue de 3 % durant 9 ans, et ainsi de suite. Ce phénomène est lié au cycle nodal de la Lune. Ce cycle exacerbe puis diminue, alternativement, les effets de l'élévation du niveau de la mer induits par le réchauffement climatique.

### Effets météorologiques
L'effet baromètre inverse est une variation du niveau de la mer sous l'influence de la pression atmosphérique : la mer est bombée sous une dépression et creusée sous un anticyclone. Cette variation est d'environ 1 cm pour 1 hPa. Les variations de la pression atmosphérique étant plus importantes aux hautes latitudes, l'écart-type sur l'année de ce phénomène est inférieur au centimètre dans les régions équatoriales, et atteint 7 cm aux abords de l'océan Arctique. Un exemple de manifestation de cet effet se retrouve avec l'oscillation nord-atlantique, fluctuation climatique généralement exprimée par la différence de pression atmosphérique entre l'anticyclone des Açores et la dépression d'Islande, qui a une influence sur le niveau de la mer en Europe du Nord.
L'effet se calcule, il est donc corrigé sur les mesures de niveau de la mer, ce qui demande une connaissance précise des valeurs de pression atmosphérique, parfois défaillante sur les séries de données anciennes.
Le vent induit également un effet sur le niveau de la mer. Dans son expression la plus simplifiée, la réponse statique à un stress éolien constant est un gradient du niveau de la mer dans la direction du vent. Dans certaines mers, le vent est la principale cause de fluctuations saisonnières du niveau de la mer. C'est le cas de la mer Rouge, où le régime de vent induit une oscillation saisonnière de l'ordre de 25 cm.

### Différences de salinité et de température
La salinité de l'eau influe également sur sa densité, c'est l'effet halostérique : ainsi la densité de l'eau de mer est, à température égale, supérieure de 2,5 % à celle de l'eau douce. Les différences de salinité d'une région à l'autre influent sur le niveau local de la mer : les zones où l'eau est moins salée sont « bombées », et les zones plus salées sont « en cuvette » pour maintenir l'équilibre hydrostatique. Ainsi la variation locale de la salinité, due notamment à l’apport d'eau douce par les fleuves, la pluie et la fonte des glaces, intervient dans l'évolution du niveau de la mer d'une région donnée.
Par un mécanisme comparable, les variations de température superficielle d'une zone à une autre induisent des différences de niveau de la mer : dans une zone plus froide, la masse volumique de l'eau en surface sera plus élevée, ce qui se traduira par une anomalie négative sur le niveau de la mer. Cet effet conduit à des disparités régionales importantes. À titre d'exemple, des années 1960 aux années 1990, le niveau de la mer en Méditerranée orientale a diminué, à l'inverse de la tendance mondiale, du fait d'une diminution des températures en surface dans cette région.
Ces effets sont très importants pour la prévision des risques liés au niveau de la mer à l'échelle régionale : si, dans une région donnée, les températures augmentent moins que la moyenne mondiale, le niveau de la mer y augmentera également moins, et inversement. De même, si on voit une augmentation de la salinité (en raison d'une réduction de l'apport d'eau douce), celle-ci ralentira la hausse du niveau de la mer, et inversement.

### Phénomènes saisonniers
Il existe une fluctuation saisonnière du niveau de la mer. Dans l'hémisphère nord, son amplitude crête est d'environ 12 mm, avec un minimum en mars, et un maximum en septembre. Dans l'hémisphère sud, l'amplitude est moitié moindre et la saisonnalité est inversée. Cette fluctuation est due au cumul de plusieurs effets. Elle combine les phénomènes cités précédemment : marée annuelle, variations de la pression atmosphérique, de la salinité et la température. Elle fait aussi intervenir une variation saisonnière de distribution des masses d'eau entre les océans et les continents : les masses continentales étant réparties de façon très asymétrique entre les deux hémisphères, la quantité d'eau stockée sur les continents (dans les lacs, les sols, les nappes souterraines et les glaces) est plus importante pendant l'hiver de l'hémisphère nord. Pour cette raison, même le niveau de la mer moyenné sur toute la planète présente une légère fluctuation annuelle, d'environ 1 cm,,.

### El Niño
Le phénomène climatique El Niño se traduit par des anomalies zonales considérables du niveau de la mer. Une surélévation anormale se produit le long de l'équateur, sur les deux tiers de l'océan Pacifique, jusqu'à la côte sud-américaine — dans l'exemple de l'El Niño 2015-2016, elle atteint 20 cm —, équilibrée par un creux d'amplitude comparable plus à l'ouest et au nord. Cet effet permet d'utiliser les satellites altimétriques pour mesurer l'amplitude d'El Niño, mais doit être retranché des mesures pour ne pas biaiser l'estimation à long terme de l'évolution du niveau de la mer.

### Ondes de tempête
Les événements météorologiques associés à une dépression (tempête, cyclones tropicaux) peuvent provoquer localement une hausse soudaine et massive du niveau de la mer, entraînant des inondations dévastatrices. Cet effet est dû à l'association de la pression, du vent et de la force de Coriolis. La probabilité d'inondations résultant du cumul d'une onde de tempête et de fortes précipitations s'accroît du fait du réchauffement climatique. L'élévation du niveau de la mer s'ajoutera progressivement à leurs conséquences.

## Métrologie du phénomène
Quantifier l'élévation du niveau de la mer, et a fortiori son accélération, pose de nombreuses difficultés méthodologiques. Il faut isoler une tendance de l'ordre du millimètre par an, moyennée sur la planète, après avoir retranché des mesures tous les effets locaux ou de court terme.

### Mesures des marégraphes

Les mesures du niveau de la mer à partir de 23 enregistrements de marégraphes dans des environnements géologiquement stables montrent une élévation d'environ 2 mm par an.

Les marégraphes sont des installations fixes qui mesurent localement le niveau de la mer. Mis au point historiquement pour affiner l'étude des marées, ils fournissent aussi des données à long terme. Un marégraphe seul ne fournit pas d'information concluante sur le niveau eustatique, du fait des phénomènes locaux (tectoniques notamment). Il faut donc accumuler les mesures d'un grand nombre d'installations dans le monde. La distribution des marégraphes dans le monde est lacunaire, et ce d'autant plus qu'on remonte dans le temps, ce qui complique les recherches.

#### Technologie

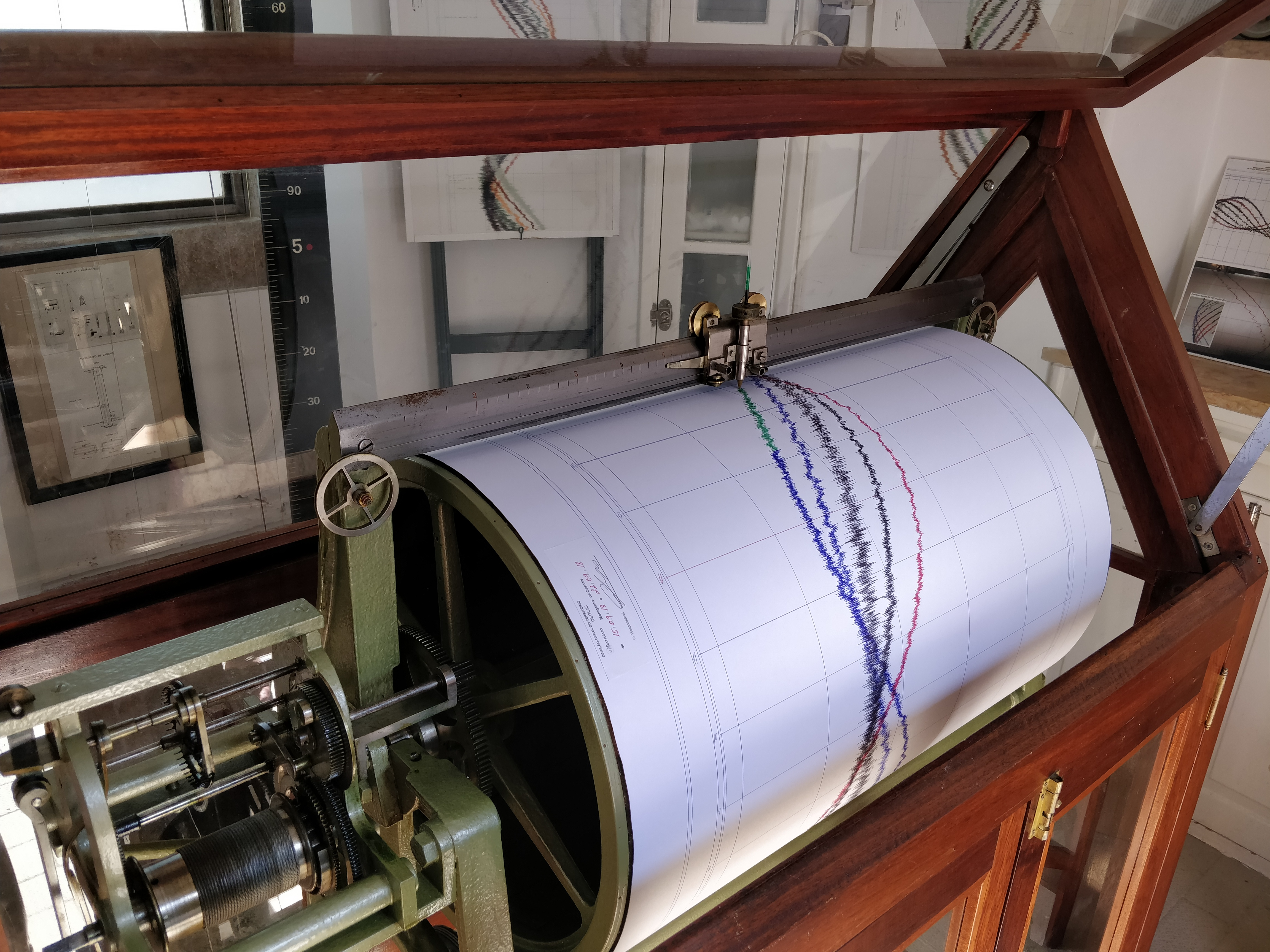
Marégraphe construit en 1882 au Portugal.

Il existe, schématiquement, trois types de marégraphes. La technologie la plus ancienne, et encore la plus utilisée, fait appel à un flotteur qui, via un mécanisme, trace avec un crayon une courbe sur un rouleau de papier entraîné par un mouvement d'horlogerie. Ce flotteur est placé dans un puits de tranquillisation, c'est-à-dire un tube vertical, ouvert sur l'eau par le bas et sur l'air par le haut, qui amortit l'effet des vagues. Une deuxième technologie conserve un puits de stabilisation, mais remplace le flotteur par une mesure télémétrique du niveau de l'eau effectuée par un capteur — qui fut d'abord ultrasonore, à partir des années 1980, mais, deux décennies plus tard, fut remplacé par un télémètre radar. La troisième méthode consiste à mesurer la pression : un capteur de pression est fixé sur le sol, sous la limite basse de la marée (il sera donc toujours immergé). La pression, dont on soustrait la pression atmosphérique mesurée en même temps par un second capteur, permet de suivre le niveau de la mer, en mesurant la pression hydrostatique. Cette méthode très précise ne nécessite pas de puits de stabilisation.

#### Réseaux de marégraphes
Une base de données mondiale, nommée GESLA (Global Extreme Sea Level Analysis) a été établie en 2009. Elle a pour but de rassembler des mesures faites au moins une fois par heure, c'est-à-dire assez fréquentes pour mieux décrire les variations de limite des hautes eaux lors de l'évolution des surcotes et tempêtes. Elle a déjà permis de montrer qu'en 40 ans (entre 1970 et 2010), l'ampleur et la fréquence des niveaux extrêmes de la mer ont augmenté dans le monde ; dans certaines régions du monde, la hauteur de ce qui constitue une inondation cinquantenaire a augmenté de plus de 10 cm par décennie.
Les Pays-Bas sont les plus concernés, ce sujet fait partie des priorités nationales depuis plusieurs décennies. Un réseau s'organise peu à peu dans les années 2000.
En France, en 2010, le réseau d'Observatoires du Niveau des Mers (RONIM) comptait 32 marégraphes. Il existe aussi le réseau d’Observation Subantarctique et Antarctique du niveau de la Mer, dont les données sont traitées par le Laboratoire d'études en géophysique et océanographie spatiales (LEGOS).

#### Limites des marégraphes
La couverture géographique des marégraphes, et surtout des plus anciens, n'est pas homogène. Très peu de jeux de données peuvent être utilisés pour des études sur plus de 50 ans. En particulier, il existe un net déséquilibre entre les deux hémisphères : l'hémisphère nord possède environ 90 % des marégraphes de la planète. Nombre d'entre eux fournissent des enregistrements remontant au XIXe siècle (la plus ancienne série de données continue est celle du marégraphe de Stockholm, qui remonte à 1825), les marégraphes de l'hémisphère sud sont à la fois moins nombreux et moins anciens,,. De nouveaux marégraphes ont été ajoutés récemment pour améliorer la couverture géographique,.
Outre leur répartition géographique limitée, les marégraphes sont vulnérables aux mouvements verticaux du sol sur lequel ils sont construits. Il s'agit des phénomènes de subsidence (tassement vertical du sol), des mouvements tectoniques, et de l'affaissement ou du rebond du sol, lorsqu'il est confronté à un changement de la masse de sédiments ou de glace qu'il supporte. De nombreux travaux visent à quantifier et corriger ces biais de mesure.

### Altimétrie par satellite

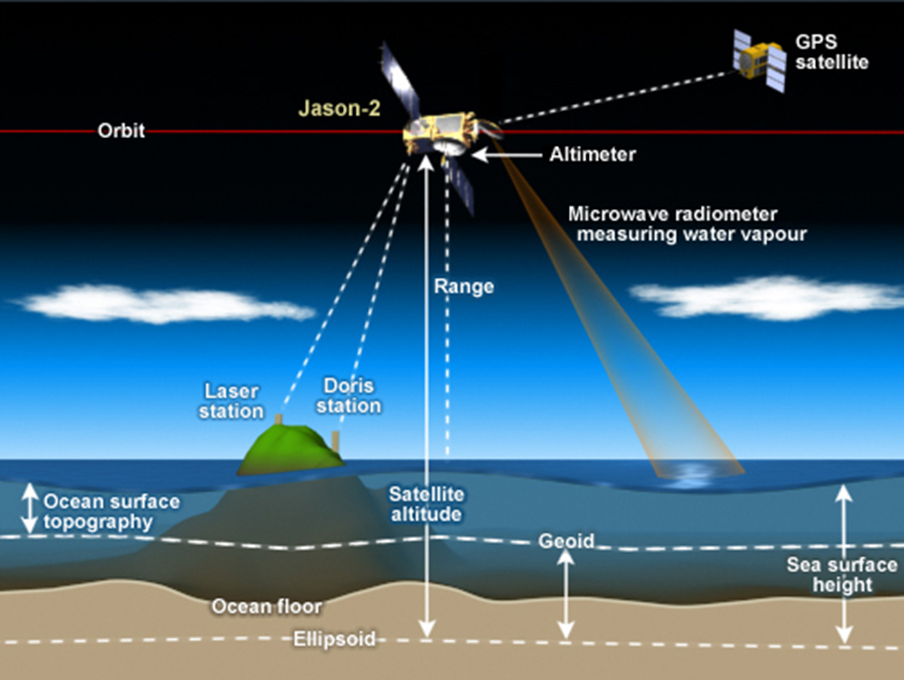
Principe de l'altimétrie satellite.

#### Principe de mesure
Les satellites chargés de la mesure du niveau de la mer emportent un altimètre radar travaillant le plus souvent en bande Ku, c'est-à-dire entre 12 et 18 GHz. Cet altimètre est pointé vers le nadir, les données suivent donc la trace au sol du satellite. Le radar envoie des impulsions (quelques centaines de fois par seconde), brèves (de l'ordre de 100 µs) et d'une grande bande passante. La mesure du temps d'aller-retour du signal radar permet de mesurer la distance séparant le satellite de la surface de l'eau.
Cette information n'est pas suffisante : il faut aussi connaître l'altitude du satellite lui-même, par rapport à un référentiel terrestre, avec une précision de l'ordre du centimètre. Les satellites sont placés sur une orbite circulaire, plus stable et plus facile à caractériser. La caractérisation extrêmement précise de l'orbite est obtenue par positionnement GPS, par système DORIS qui fonctionne comme un GPS inversé (émetteurs au sol, récepteur sur le satellite), par télémétrie laser, ou par des combinaisons de ces techniques. Pour un satellite comme Topex/Poseidon, la stabilité des hauteurs orbitales sur 4 ans est de 10 mm.
L'intérêt scientifique de l'altimétrie satellite radar a été reconnu à partir des années 1960, l'objectif principal étant alors de mesurer la forme de la terre, c'est-à-dire les aspérités du géoïde dues aux anomalies gravimétriques. Après le succès des premières expériences, la priorité s'est déplacée vers la mesure de l'évolution du niveau de la mer. Il existe aussi des altimètres laser, couramment utilisés pour mesurer la position des masses de glaces, mais qui se sont également révélés applicables aux océans.

#### Liste des satellites

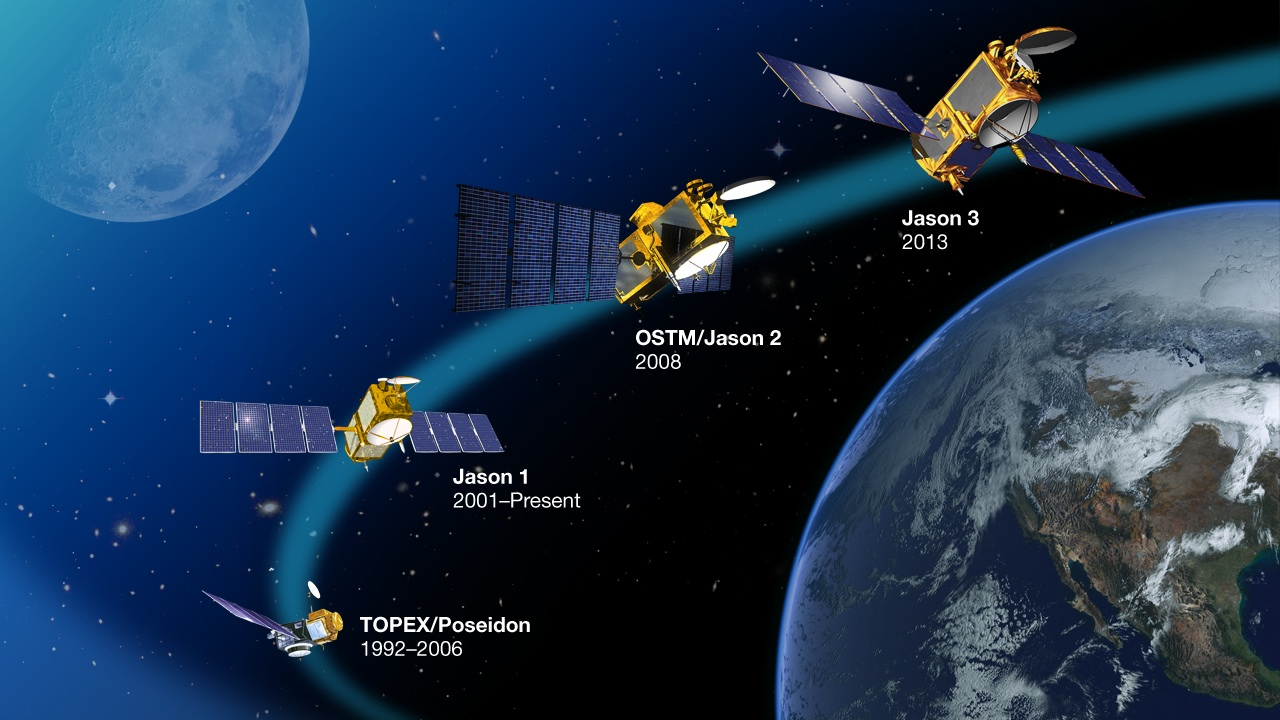
La succession des satellites d'altimétrie franco-américains.

Les satellites suivants emportent des instruments dédiés à la mesure du niveau de la mer,.
- Les premières expérimentations d'altimétrie radar ont eu lieu à bord de Skylab à partir de 1974[55].
- Le satellite Seasat, lancé en 1978, a permis la poursuite des travaux engagés avec Skylab[55].
- Geosat de la marine américaine, opérationnel de 1985 à 1990, le premier à fournir des données réellement exploitables.
- ERS-1 et ERS-2, satellites européens, dont les missions ont duré, respectivement, de 1991 à 2000 et de 1995 à 2011.
- TOPEX/Poseidon (franco-américain), lancé en 1992, a fonctionné jusqu'en 2006[56].
- Geosat Follow-On, lancée en 1998, reprend la trace au sol de GEOSAT.
- La famille Jason : Jason-1 lancé le 7 décembre 2001, a ensuite repris la mission de T/P en suivant la même trace au sol. Jason-2 est lancé en 2008, et Jason-3 en 2016[57].
- ENVISAT (ESA), lancé en 2002[58].
- CryoSat (ESA), lancé en 2010, était destiné à la mesure des inlandsis et des glaciers, mais son altimètre laser se révéla également très utile pour les océans[52].
- HY-2A (chinois), lancé en 2011[59].
- Sentinel-3, deux satellites européens lancés en 2018 et 2020.
- SARAL (franco-indien), lancé en 2013, qui offre une résolution améliorée grâce à son altimètre radar en bande Ka nommé Altika, qui prend la suite de la partie altimétrique de la mission Envisat[60],[61].
- Sentinel-6, programme européen comprenant deux satellites. Le premier a été lancé en 2020, le deuxième doit suivre en 2026[62].
- Surface Water Ocean Topography, satellite franco-américain lancé fin 2022[63].

#### Exploitation des données
Des mesures d'une précision extrême étant nécessaires, de complexes phases de calibration corrigent les potentielles erreurs de mesure. Des algorithmes de traitement des données sont appliqués pour corriger chacune des sources de biais.
La traversée de l'ionosphère affecte la vitesse de phase des ondes, en créant un délai qui est fonction du niveau d'ionisation, et varie donc considérablement selon l'heure de la journée, et est aussi affectée par les cycles d'activité du Soleil. Des modèles numériques sont utilisés pour corriger cette dispersion. À partir de Topex-Poséidon, des altimètres bi-fréquences ont été employés, et ont permis la mesure directe de cet effet. Les données ainsi obtenues ont aussi été utilisées pour affiner rétrospectivement les corrections appliquées aux mesures des satellites antérieurs.
La troposphère induit, elle aussi, un délai de propagation. Ce délai se décompose en deux termes. Le terme de « troposphère sèche » est lié aux propriétés diélectriques de l'air (oxygène, azote, argon), et s'exprime comme fonction d'une seule variable : la pression atmosphérique en surface. Le deuxième terme, lié à la présence d'humidité dans l'air, est bien plus difficile à corriger, surtout pour les régions côtières.
L'altimétrie radar subit aussi un biais dû à l'état de la mer : le creux des vagues rétrodiffusant mieux les ondes radar que leur sommet, le niveau d'une mer agitée tend à être sous-estimé (biais qui n'existe pas pour les marégraphes). Des règles empiriques sont utilisées pour corriger cet effet.
En outre, il faut aussi, comme pour les marégraphes, retrancher les sources de variation du niveau de la mer indépendantes de l'évolution à long terme, comme l'effet baromètre inverse, les effets saisonniers, etc..
Les résultats des satellites étant partiellement calibrés sur les résultats des marégraphes, ces deux sources ne sont pas entièrement indépendantes. La calibration des mesures utilise aussi des lacs, dont le niveau ne varie pas sur les courtes périodes de temps : leurs vagues sont minimes ; il n'y a pas d'effet baromètre inverse ni de marées. Le lac kirghize Yssyk Koul est devenu un site de référence.
Les programmes satellites TOPEX/Poseidon (T/P) et Jason-1 de la NASA et du CNES, fournissent des mesures du changement du niveau de la mer depuis 1992. Les données sont disponibles en ligne. Ces données montrent une augmentation moyenne du niveau de la mer de 2,8 ± 0,4 mm/an. Cela inclut une augmentation apparente de 3,7 ± 0,2 mm/an pendant la période de 1999 à 2004.

### Gravimétrie par satellite

Visualisation des anomalies gravimétriques mesurées par GRACE.

Une troisième catégorie d'information est fournie par la gravimétrie spatiale. Cette méthode détermine la répartition de la masse sur la planète grâce à des satellites équipés pour mesurer d'infimes déviations de leur orbite : celle-ci suivrait parfaitement les lois de Kepler si la répartition de masse était homogène, et les écarts par rapport à ces lois permettent de déterminer les inhomogénéités. La mission Gravity Recovery and Climate Experiment a commencé en 2002, et de nouveaux satellites ont pris la suite en 2018. Ces satellites mesurent aussi bien l'augmentation de la masse des océans que la diminution équivalente sur les continents, là où les calottes glaciaires se sont amincies. Ces données ont l'intérêt de fournir un premier niveau de séparation des contributions : comme il s'agit d'une mesure de masse, elle est insensible à la dilatation thermique, mais additionne les contributions de la fonte des glaces continentales et des autres effets barystatiques (épuisement des aquifères notamment). Sur la période 2003-2012, l'augmentation de masse d'eau ressortant des données de la mission GRACE correspond, à densité constante, à une élévation de niveau de la mer de 1,5 mm voire 1,8 mm par an, selon les études. Cela confirme que plus de la moitié de l'élévation mesurée est due à une augmentation de masse, le reste étant attribuable à l'effet stérique.

## Contribution de la dilatation thermique
Le réchauffement climatique se traduit par une élévation de la température de l'eau des océans, d'où un accroissement de volume par dilatation thermique. Cet effet, correspondant à une augmentation de volume à masse constante, est dit stérique, par opposition à toutes autres contributions qui sont barystatiques, c'est-à-dire représentent une variation de la masse d'eau présente dans les océans,.

### Physique
Le coefficient de dilatation thermique de l'eau dépend à la fois de la température et de la pression. Pour cette raison, sa variation avec la profondeur n'est pas monotone. Le coefficient de dilatation thermique s'exprime en ppm/K (parts par million par kelvin). Un coefficient de 1 ppm/K signifie que pour un kelvin d'augmentation de la température, le volume augmente d'un millionième (un mètre cube s'accroît d'un centimètre cube). À la surface des océans, il vaut environ 2,5 ppm/K en moyenne). Il diminue jusqu'à un minimum de l'ordre de 1 ppm/K à 1 000 m, puis remonte progressivement (2 ppm/K à 5 000 m). Cette donnée a une importance sur la façon dont réagit le niveau de la mer au fur et à mesure de la diffusion d'un changement de température en profondeur.
Les océans absorbent 90 % de la chaleur supplémentaire due à l’effet de serre. La capacité thermique des océans est environ 1 000 fois supérieure à celle de l'atmosphère, c'est-à-dire que la même quantité de chaleur qui élèverait d'un degré la température de l'atmosphère n'élèverait que d'un millième de degré celle des océans.

### Ampleur de la contribution
Cette dilatation de l’eau est responsable, selon les études de la NASA, d'environ un tiers de l'élévation en cours du niveau de la mer, et d'une élévation de sept millimètres du niveau des océans entre 2003 et 2018. La même proportion est déterminée par la synthèse du GIEC de 2019, d'après laquelle la contribution de la dilatation thermique des océans est de 1,40 mm/an (très probablement  entre 1,08 à 1,72 mm/an) entre 2006 et 2015.
Les sondes de mesure (appelées bathythermographe) — avant 2014 — n'enregistraient pas la température aux très grandes profondeurs (plus de 6 000 m), la plupart des bouées ne descendant pas à plus de 2 000 m alors que la profondeur moyenne est de 3 800 m, avec des fosses à plus de 10 000 m. En 2014, des bouées dites Deep Argo ont commencé à faire des mesures à 6 000 m de fond, ce qui permet de mieux étudier la diffusion de la chaleur dans l'océan.

### Modèles prédictifs

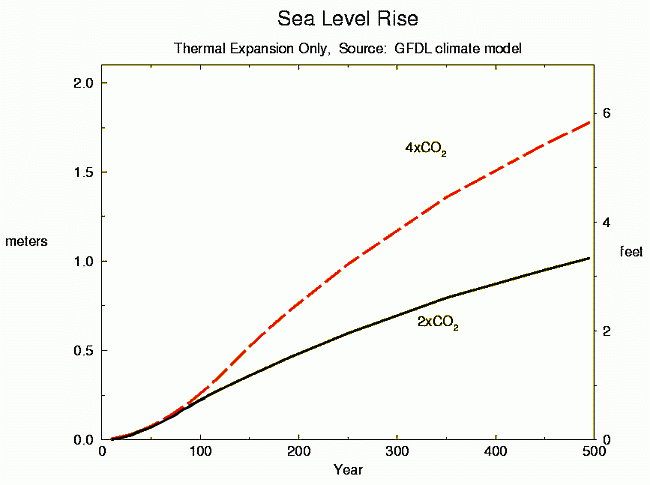
Projection sur 500 ans de l'effet stérique pour un doublement (+1 %/an pendant 70 ans) ou un quadruplement (140 ans) du taux de dans l'air.

La température de l'océan évolue avec le climat, mais de façon extrêmement différée : la chaleur ne se diffuse dans les profondeurs océaniques qu'à l'échelle des siècles. Par conséquent, l'élévation du niveau de la mer causée par la dilation thermique de l'eau est, elle aussi, très étalée dans le temps. La prévision de la contribution de la dilatation thermique fait appel à des modèles de dynamique des fluides, appliquant les équations de Navier-Stokes à l'échelle des océans, et incluant aussi les échanges thermiques entre l'océan et l'atmosphère. Le CMIP6 (Coupled Model Intercomparison, phase 6) met à disposition 15 modèles de ce type, mis au point par des équipes de divers pays, ce qui permet aux chercheurs de les confronter.
Ainsi, une étude de 2017 examine un scénario dans lequel les émissions de gaz à effet de serre s'arrêtent brutalement en 2050. La température moyenne de l'air cesse d'augmenter au même moment ; en revanche, le niveau de la mer (plus exactement, la composante de sa variation due à la dilation thermique) ne cesse pas : la variation est de 30 cm avant 2050, et plus du double pendant les siècles suivants, l'équilibre n'étant pas atteint en 2800. Même dans des scénarios où les gaz à effet de serre sont retirés de l'atmosphère (émissions négatives, captures), une partie de l'élévation est irréversible à l'échelle des siècles. Cela signifie que l'expansion thermique de l'océan a en fait à peine commencé à réagir au réchauffement climatique.
Une étude similaire s'intéresse au cas d'un doublement instantané de la teneur en CO2 de l'atmosphère. Dans ce scénario, la température de l'eau à 3 000 m de profondeur augmentera d'environ 2 °C, mais ce processus sera étalé sur 3 000 ans (avec 1 °C d'élévation au bout de 1 500 ans). En conséquence, l'élévation du niveau de la mer due à l'effet stérique suit une courbe similaire.

## Contribution de la fonte des glaces

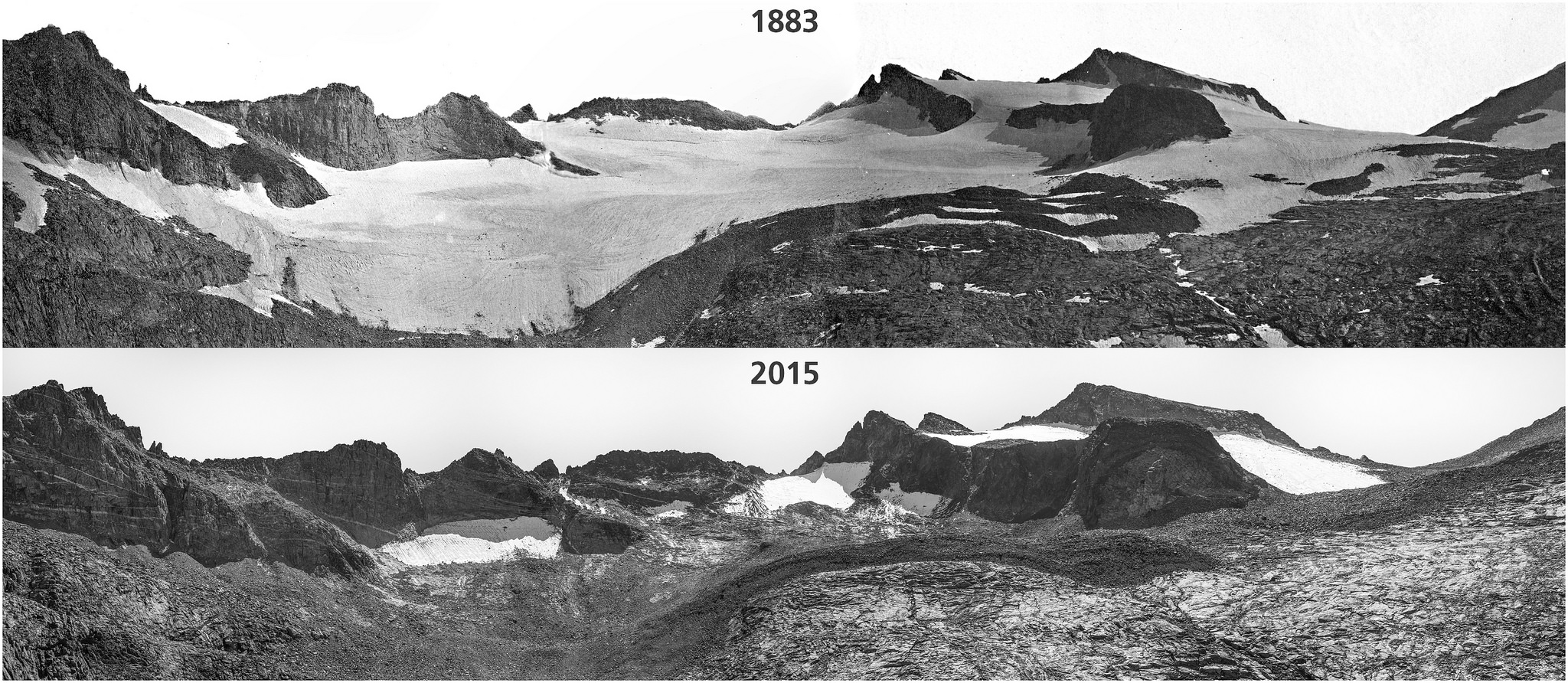
Retrait d'un glacier de la Sierra Nevada.

La fonte des glaces flottantes (barrières de glace et banquises) ne modifie pas le niveau de la mer. En effet, en vertu du principe d'Archimède, elles occupent sous la ligne de flottaison un volume identique à celui issu de leur fonte. C'est donc la fonte des masses de glace présentes sur les continents qui doit être prise en compte,.

### Catégorisation des glaces continentales
Les formations de glaces continentales sont catégorisées selon leur taille et leur morphologie. On distingue :
- Les inlandsis : il n'en existe à l'époque actuelle qu'en Antarctique (deux inlandsis distincts) et au Groenland. Ce sont des couvertures de glace à l'échelle de ces masses terrestres, d'une épaisseur comprise généralement entre deux et quatre kilomètres.
- Les calottes glaciaires sont similaires aux inlandsis mais de bien plus petite taille. On en trouve en Scandinavie, en Islande, en Alaska, en Patagonie, en Sibérie, mais aussi sur le pourtour de l'Antarctique et du Groenland.
- Les champs de glace sont de taille comparable aux calottes, la distinction (quand elle est faite) repose sur le fait qu'un champ de glace est délimité par le relief, quand une calotte recouvre celui-ci.
- Les glaciers de montagne se trouvent dans les chaînes de montagne suffisamment importantes.

Les inlandsis d'Antarctique et du Groenland représentent, respectivement, 88,2 et 11,3 % des glaces non-flottantes sur Terre. Les 0,5 % restant correspondent aux glaciers et calottes glaciaires du reste de la planète (massifs montagneux, Alaska, Islande…). Bien que représentant un faible volume, les glaciers et les calottes participent beaucoup à l'élévation actuelle du niveau de la mer, car ils fondent rapidement. La fonte des inlandsis est plus lente. Celle du Groenland durerait 1 500 ans (pour le scenario le plus rapide) et celle de l'Antarctique serait encore plus lente.
Si tous les glaciers et calottes glaciaires (hors des régions polaires) fondaient, l'élévation du niveau de la mer serait d'environ 0,32 m. La fonte de l'inlandsis du Groenland produirait 7,2 m d'élévation du niveau, et la fonte de l'inlandsis de l'Antarctique en produirait 61,1 m. L'effondrement du réservoir intérieur immobilisé de l'inlandsis de l'Antarctique Ouest augmenterait le niveau de 5 à 6 m.

### Facteurs accélérant la fonte des glaces
Des phénomènes de rétroaction sont susceptibles de provoquer une accélération de la fonte des glaces :
- La rétroaction fonte-albédo : la neige a un albédo très élevé (jusqu'à 0,9). Ainsi, lorsque la neige fond, laissant la place à de l'eau à l'état liquide, ou, après regel, à de la glace, l'albédo diminue, ce qui accélère la fonte car la température augmente plus rapidement au soleil. C'est une donnée importante pour toutes les formations de glace, des glaciers de montagne aux inlandsis polaires[91],[92].
- Dans le cas des inlandsis ou des calottes les plus importantes, il existe aussi une rétroaction altitude-fonte : la fonte de glace se traduit par un amincissement de l'inlandsis. Ainsi, sa surface se retrouve à une altitude plus basse, et donc naturellement exposée à une température de l'air plus élevée[90].
- La réduction des surfaces recouverte de neige et de glace tend à augmenter la température atmosphérique au niveau régional, c'est encore un facteur d'accélération de la fonte[93].

Pour les masses de glace situées à proximité de zones industrialisées, un autre facteur accélère la fonte : l'accumulation sur leur surface de particules fines (suies) issues de la pollution des industries et des transports. En diminuant l’albédo de la couche superficielle de neige, les suies accélèrent leur fonte.

### Glaciers et calottes glaciaires

Évolution de la masse des glaciers subpolaires et de montagne de 2003 à 2018.

Radić et Hock proposent un inventaire des accumulations de glace : 2 638 calottes glaciaires et champs de glace sont inventoriés, ainsi qu'environ 130 000 glaciers de montagne, dans 19 régions. Leur volume total correspond à 241 km3 soit 60 cm d'équivalent niveau de la mer. Si on exclut les glaciers périphériques de l'Antarctique et du Groenland (séparés physiquement des inlandsis), ces chiffres sont ramenés à 166 km3 et 41 cm. La base de données GLIMS, basées sur l'imagerie par satellites, recense de son côté 160 000 glaciers.

#### Perte de masse totale
Malgré leur réserve beaucoup plus faible que celle des inlandsis, ces glaciers sont très importants dans l'évolution du niveau de la mer au cours du siècle écoulé, et dans le futur proche : étant bien plus petits et situés dans des régions où la température peut devenir nettement positive l'été, ils fondent beaucoup plus rapidement que les énormes inlandsis polaires.
Entre 1884 et 1975, les glaciers et calottes ont contribué pour au moins un tiers de l'élévation du niveau de la mer qui a été observée,. Pour la période 2006-2015, la synthèse du GIEC de 2019 estime leur contribution (hors Groenland et Antarctique) à 0,61 mm/an (très probablement  entre 0,53 et 0,69 mm/an). Sur la base des mesures satellitaires du programme GRACE, Ciracì et al. estiment les pertes de masse des glaciers et calottes glaciaires (hors Groenland et Antarctique), de 2003 à 2018, à 285,5 ± 30 Gt/an. Ce chiffre correspond à environ 0,8 mm par an d'élévation du niveau de la mer. Cette fonte tend à s'accélérer dans toutes les régions étudiées, à l'exception de l'Islande et du nord de la Cordillère des Andes, l'accélération globale étant évaluée 5 ± 2 Gt/an2.

#### Glaciers de montagne
Un glacier est en permanence en train de s'écouler, à une vitesse qui dépend notamment de la pente du terrain. La neige qui tombe sur sa surface, compactée par son propre poids, expulse l'air contenu et s'accumule en glace. La partie la plus basse (zone d'ablation) du glacier perd de la masse par fonte, sublimation et effritement. Le bilan hydraulique annuel du glacier (l'évolution de sa masse) est donc la différence entre la quantité de neige accumulée dans l'année et la quantité de glace perdue par la base du glacier. Il dépend donc à la fois de l'évolution des précipitations et de la vitesse de fonte.

Modèle simple d'un glacier alpin.

 Pour anticiper la contribution future des glaciers, les chercheurs réalisent des modèles numériques. La figure ci-contre représente un modèle théorique très simplifié d'un glacier alpin. Le glacier est envisagé comme un simple parallélépipède de glace, à flanc de montagne. Le bilan de masse du glacier est la différence entre l’accumulation et l'ablation (fonte). Même s'il existe des modèles numériques de ces structures, permettant d'anticiper le bilan de masse d'un glacier en fonction de l'évolution du climat auquel il est exposé, tous les glaciers ne sont pas modélisés individuellement, étant donné leur nombre. L'approche habituelle consiste à modéliser une petite population de glaciers, et à extrapoler les résultats à l'ensemble d'entre eux en utilisant des règles de mise à l'échelle et dépendance au climat.
La contribution des glaciers restera importante à court terme : environ un tiers de l'élévation anticipée au cours du XXIe siècle leur est attribuée. À plus long terme cependant, cette part diminuera, car les glaciers de montagne auront largement disparu. Ainsi selon un article publié en 2006, dans un scénario prévoyant un réchauffement de 4 °C sur un demi-siècle, suivi d'une stabilisation des températures mondiales, les glaciers de montagne auront pour l'essentiel disparu en 200 ans, leur contribution cumulée à l'élévation du niveau de la mer sera finalement comprise entre 10 et 15 cm.

#### Calottes et champs de glace

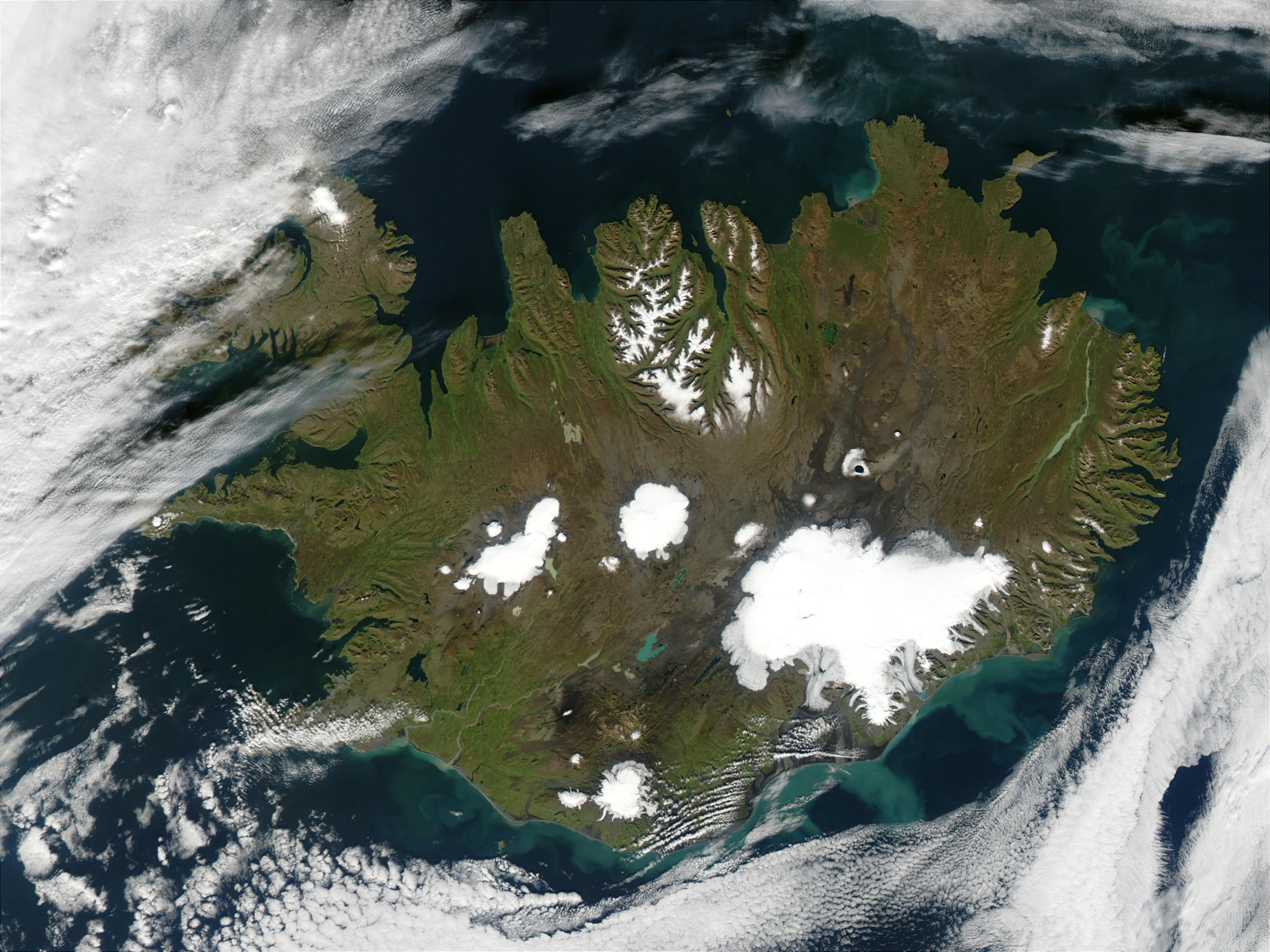
Vue satellite de l'Islande avec ses calottes glaciaires.

Les calottes glaciaires et champs de glace contribueront pour à peu près autant que les glaciers de montagne mais leur fonte sera trois fois plus lente.

### Inlandsis polaires

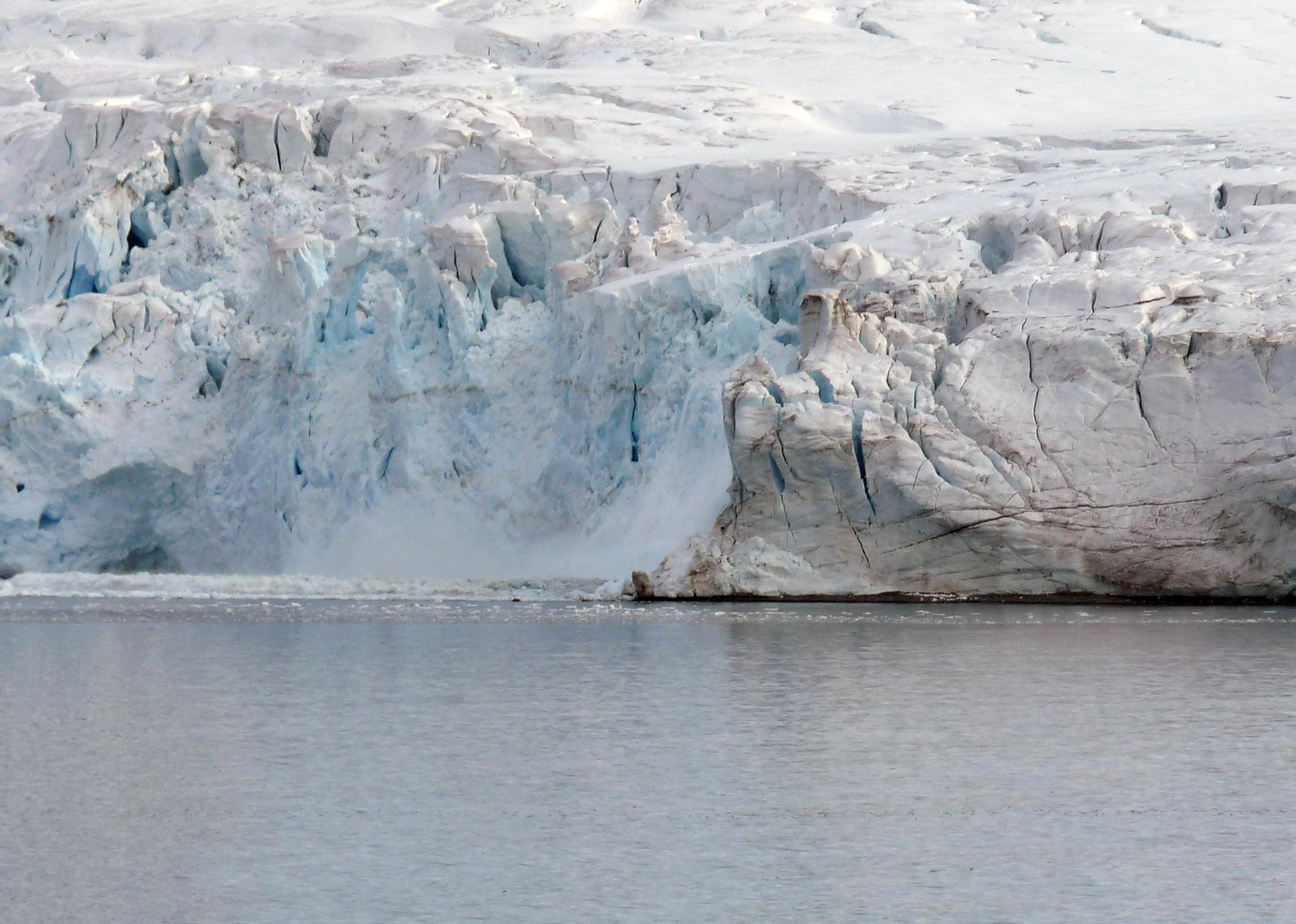
Front de vêlage de l'Inlandsis (Antarctique).

Les précipitations sous forme de neige sur les inlandsis d'Antarctique et du Groenland s'élèvent, respectivement, à 1 637 Gt et 399 Gt par an. Si toute cette neige s'accumulait et qu’aucune glace ne retournait à l'océan, cela correspondrait à une baisse de 5,6 mm par an du niveau des océans.

Représentation des contributions au bilan de masse d'un inlandsis.

La différence entre la quantité de glace entrante et sortante est appelée le bilan de masse. L'évaluation précise de ce bilan est un enjeu majeur car c'est lui qui contribue aux variations du niveau de la mer.
Trois méthodes complémentaires permettent d'évaluer le changement de masse des inlandsis :
- Des satellites mesurent l'altitude des glaces. Ils peuvent utiliser des altimètres radars proches de ceux qui surveillent le niveau de la mer (comme pour le programme européen CryoSat), soit des altimètres laser (cas du programme américain ICESat)[104].
- D'autres satellites, comme GRACE, mesurent l'anomalie gravimétrique à la verticale des inlandsis, ce qui fournit une évaluation de leur masse[105].
- La troisième méthode consiste à estimer directement les flux entrants et sortants, en se basant notamment sur la vitesse de glissement des glaces et la mesure des précipitations[106].

De 1995 à 2018, les trois inlandsis polaires ont donc contribué à hauteur de 1,20 mm/an (très probablement  entre 1,06 et 1,34 mm/an).

#### Contribution de l'inlandsis du Groenland

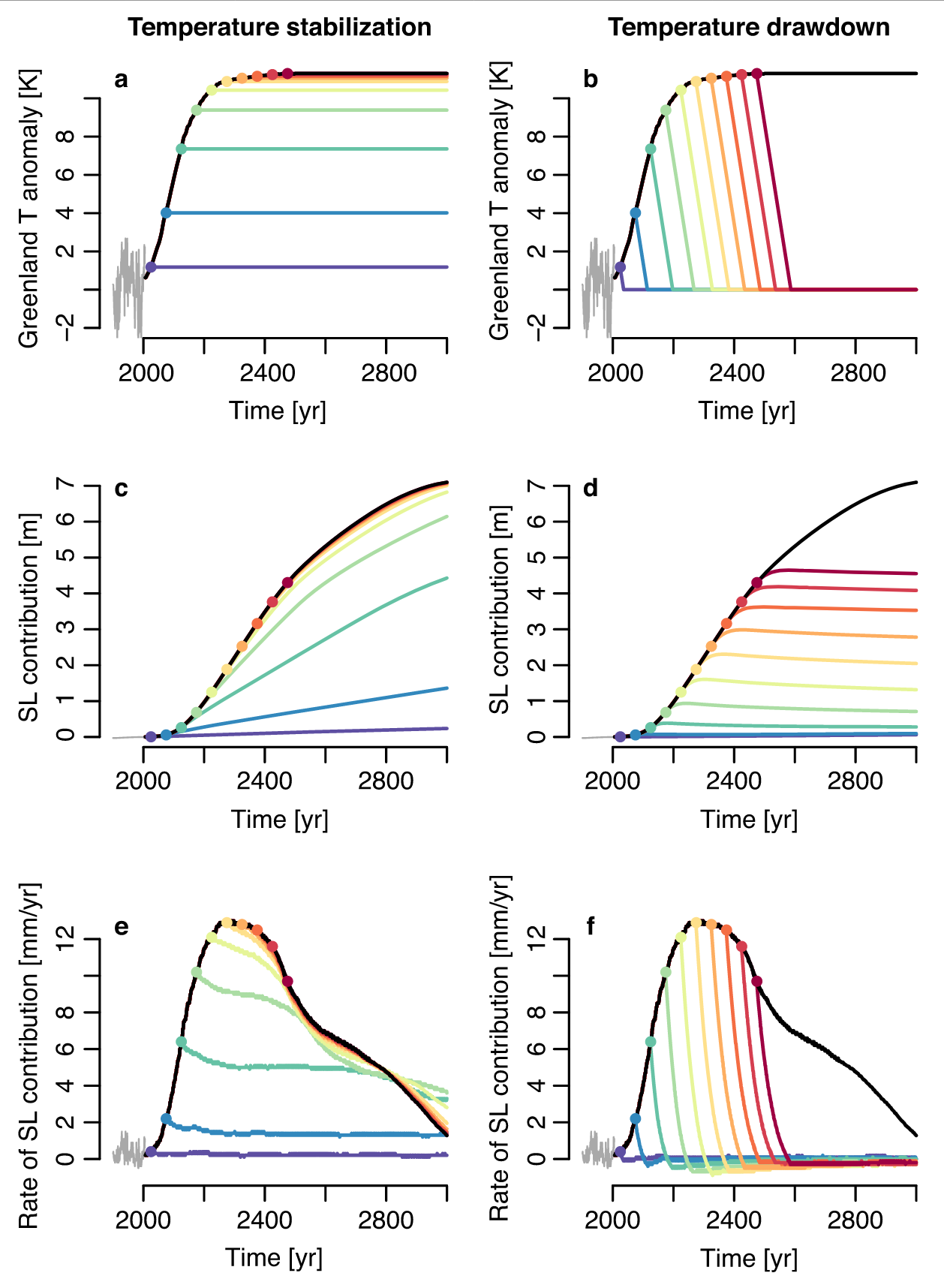
Projection à long terme pour la contribution du Groenland à l'élévation du niveau de la mer. Applegate 2015.

De 1995 à 2018, le Groenland a perdu environ 4 000 milliards de tonnes de glace, ce qui correspond à une élévation d'environ 11 mm du niveau de la mer. Cette perte de masse n'est pas homogène sur le Groenland : dans les zones en haute altitude au centre de l'île, il y a eu une légère accumulation de glace. Sur la période 2006-2015, la contribution de l’inlandsis du Groenland (et de ses glaciers périphériques) est de 0,77 mm/an (très probablement  entre : 5 et 95 % : 0,72 à 0,82 mm/an).
La figure ci-contre donne une série de projections sur un millénaire concernant l'inlandsis du Groenland. La colonne de gauche représente une série de scénarios dans laquelle le réchauffement climatique est arrêté (ce qui en première approximation correspond à un arrêt des émissions) à tel ou tel point dans le futur. Dans la colonne de droite, les scénarios prévoient un retour des températures au niveau de celles du XXe siècle, ce qui impliquerait des efforts gigantesques de géoingénierie. Les graphiques de la première ligne donnent l'évolution des températures (régionales, au niveau du Groenland, et non globales) dans chaque scénario. La deuxième ligne donne la contribution cumulée de la fonte de l'inlandsis groenlandais, en mètres, dans chaque scénario. La troisième ligne donne le rythme de cette contribution. Ces projections sont obtenues par un modèle numérique de l'inlandsis, elles sont extraites d'une publication de Applegate et al..

#### Contribution des inlandsis antarctiques

Les deux inlandsis antarctiques.

La chaîne Transantarctique sépare les deux inlandsis du continent. L'inlandsis Est-Antarctique représente un volume de glace d'environ 23,2 millions de kilomètres cubes, et l'inlandsis Ouest-Antarctique, à la fois moins étendu et moins épais, environ 2,2 millions de kilomètres cubes.
Entre 2002 et 2020, l'Antarctique a perdu environ 150 milliards de tonnes de glace par an, ce qui correspond une élévation du niveau de la mer de 0,4 mm. C'est en fait seulement l'inlandsis Ouest-Antarctique qui a fondu. L'inlandsis Est-Antarctique n'a pas perdu de masse, il s'est même légèrement épaissi par endroits.
La fonte de l'Antarctique a peu contribué jusqu'ici (moins de 10 %) à l'élévation du niveau de la mer, et n'y contribuera pas de façon très importante dans un futur proche, mais elle constitue la plus importante inconnue à moyen et long terme. Selon le Rapport spécial du GIEC sur les conséquences d'un réchauffement planétaire de 1,5 °C, il n'existe pas en 2019 de consensus scientifique sur le niveau de réchauffement à partir duquel l'inlandsis antarctique commencera à se désintégrer. Les différences entre les modèles sont très importantes, plus que pour les autres contributions.

## Autres contributions
À côté de ces deux causes principales que sont la fonte des glaces et la dilatation thermique, d'autres phénomènes, qui n'ont pas tous de lien direct avec le réchauffement climatique, contribuent aussi à l'élévation des océans, comme l’exploitation des aquifères terrestres.

### Surexploitation des aquifères
De nombreux aquifères dans le monde sont exploités au-delà de leur capacité de renouvellement, ou ne se renouvellent pas du tout (eau fossile). Cette surexploitation des ressources d'eau souterraine contribue à l'élévation du niveau de la mer, en transférant de l'eau vers l'océan. Une étude de 2011 s'est attachée à quantifier cette contribution : il en ressort qu'au cours des années 2000, 145 km3 d'eau ont ainsi été ajoutés annuellement à l'océan de cette façon, contribuant pour 13 % à la hausse observée du niveau des océans. La surexploitation des ressources d'eau souterraine est une réalité mondiale, mais elle est particulièrement importante en Inde et au Moyen-Orient, où l'agriculture est largement irriguée par ce moyen.
Selon une série de scénarios considérés dans une publication de 2012, l'épuisement des réserves d'eau souterraines, qui a déjà apporté 25 mm d'élévation du niveau de la mer par rapport au niveau pré-industriel, contribuerait pour 70 à 90 mm de plus d'ici 2100. Ces estimations se basent sur un prolongement des tendances historiques prenant en compte, région par région, l'estimation des besoins en eau futurs, selon l'évolution de la population et de la pluviométrie.

### Régression d'étendues d'eau endoréiques

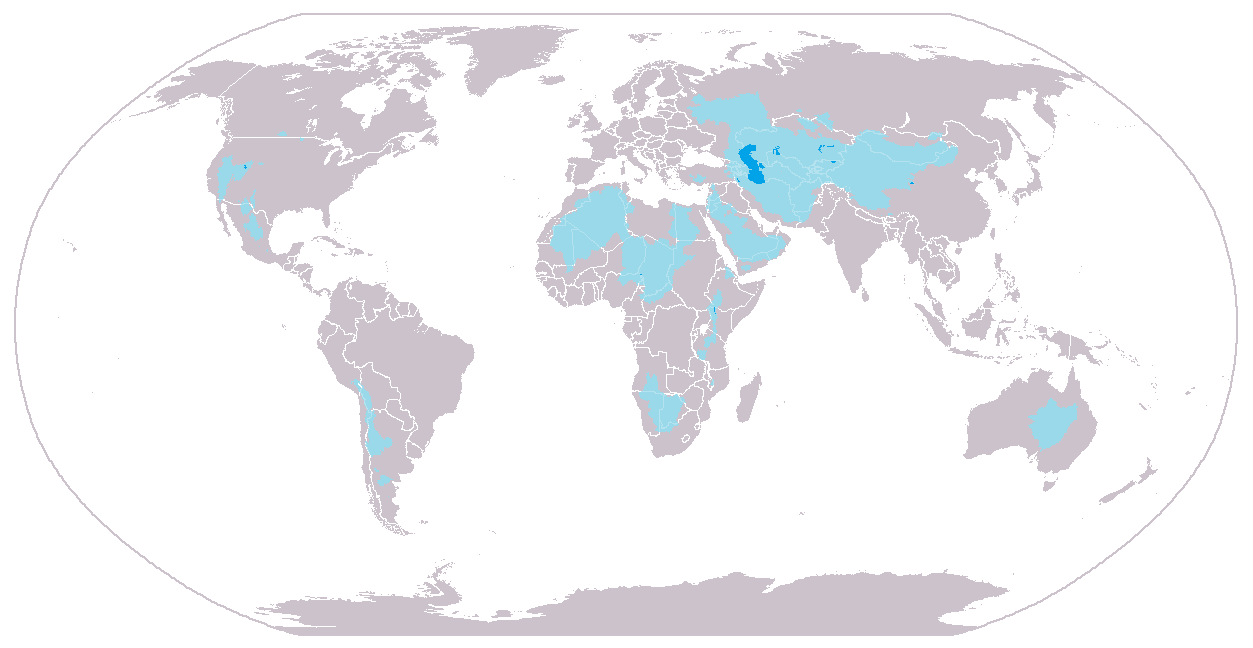
Cartographie des régions endoréiques.

La régression de mers et lacs endoréiques contribue également à élever le niveau de la mer. La mer Caspienne étant la plus grande mer fermée, sa contribution est la plus sensible. Son niveau, après une période de montée à la fin du XXe siècle, a perdu 1,5 m de 1996 à 2015. Si l'évolution historique du niveau de la mer Caspienne est assez erratique, dans le futur proche, la baisse devrait continuer. Une baisse comprise entre 9 et 18 m est anticipée d'ici la fin du XXIe siècle. La surface de la mer Caspienne étant 3 700 fois plus petite que celle de l'océan global, une baisse d'un mètre du niveau de la mer Caspienne correspond à une élévation de 0,27 mm du niveau de la mer, ce qui reste une contribution assez minime.
La baisse du niveau du lac Tchad et de la mer d'Aral a aussi contribué, de façon marginale, à l'élévation du niveau de la mer. De façon générale, les régions endoréiques tendent à s'assécher, même si celles d'Afrique australe et orientale font exception. Entre 2002 et 2016, elles ont perdu plus de cent milliards de tonnes d'eau par an.

### Assèchement des sols
Plusieurs effets touchant à l'état et à l'affectation des sols se répercutent sur le niveau de la mer.
La déforestation est une des causes du réchauffement climatique, et donc de l'élévation du niveau de la mer que celui-ci cause via la dilatation thermique et la fonte des glaciers : le dioxyde de carbone relargué par la déforestation représente 12 % des émissions anthropiques de gaz à effet de serre. La déforestation a aussi un impact plus direct sur le niveau de la mer, par d'autres mécanismes. L'eau contenue dans la biomasse forestière est libérée lorsque les forêts sont détruites et elle finit par rejoindre les océans. Le ruissellement de l'eau et l'érosion du sol sont souvent accrus par la déforestation. Une estimation haute de ces contributions est de 0,035 mm par an, soit de l'ordre de 1 % de l'élévation du niveau de la mer au cours des années 2010,.
L'assèchement des marais réduit la quantité d'eau stockée sur les continents. Selon une estimation de 2010, ce facteur contribue pour 0,067 mm par an à l'élévation du niveau de la mer, soit en ordre de grandeur, 2 % du total.
La désertification entraîne une réduction de la quantité d'eau présente dans le sol, elle réduit donc le stock d'eau des continents au profit de celui de l'océan. En 1994, Shahagian propose ce calcul d'ordre de grandeur : si, en 35 ans, le Sahara a avancé sur un million de kilomètres carrés dans la bande sahelienne, en réduisant de 2 % à pratiquement zéro la teneur en eau du sol sur 5 m de profondeur, alors une élévation de 0,28 mm de la mer en a résulté.

### Érosion des sols

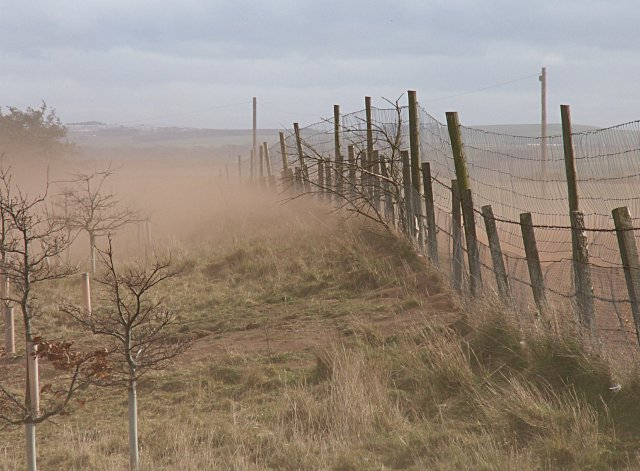
Érosion éolienne.

L'érosion des sols contribue également à l'élévation du niveau de la mer. D'une part, en diminuant le stock d'eau présente dans les sols et, d'autre part, en produisant des sédiments. Environ 60 milliards de tonnes de sols sont érodés par an, dont 25 milliards finissent par se sédimenter au fond des océans. L'espace ainsi occupé fait monter d'autant le niveau de la mer. Le rapport d'évaluation 2011 du GIEC mentionne cet effet sans le quantifier.

### Effet négatif des retenues d'eau
La construction de barrages, avec la création de lacs de retenue, tend à faire baisser le niveau de la mer. En effet, le volume d'eau contenu dans ces lacs est retranché de celui des océans. Un article de 2008 estime ainsi que, en 80 ans, les lacs de retenue créés dans le monde ont accumulé 10 800 km3 d'eau, faisant baisser le niveau de la mer de 30 mm au total. Une fraction de cet effet devrait être annulée à long terme, car l'envasement des lacs de barrage réduit leur capacité. Cet effet sera moindre dans le futur : la construction de nouveaux barrages se ralentit, car les sites disponibles se raréfient.

### Action non-climatique des produits de combustion
La combustion des hydrocarbures fossiles (pétrole, gaz naturel, charbon, etc.) produit de l'eau et du dioxyde de carbone (CO2). Outre leur effet sur le climat, ces produits de combustion contribuent directement, par leur volume, à élever le niveau des océans. L'eau nouvelle, créée par la combustion, s'ajoute au cycle de l'eau et environ 25 % du CO2 créé finit dissous dans les océans (d'où l'acidification des océans). Cette contribution est cependant minime : un article de 2014 estime que l'eau et le CO2 produits par la combustion des hydrocarbures fossiles font respectivement monter l'océan de 0,033 ± 0,005 mm/an et de 0,011 ± 0,003 mm/an par cet effet (soit de 1 à 1,5 % de l'élévation totale mesurée).

## Évolution future du niveau de la mer
La prévision de l'évolution future du niveau a fait l'objet d'environ 70 études publiées entre le début des années 1980 et 2018, sans qu'un consensus ne se dégage réellement sur les valeurs d'élévation anticipées, d'où la largeur des gammes d'élévation prévues dans les rapports du GIEC. L'incertitude porte principalement sur l'évolution à long terme des inlandsis du Groenland et d'Antarctique.
Le GIEC réalise des synthèses régulières des connaissances scientifiques sur l'évolution de climat et des océans.

### Méthodes de prévision
Deux familles de méthodes sont utilisées pour calculer l'évolution future du niveau de la mer. Une première comprend les méthodes semi empiriques qui consistent à définir, à partir des données du passé, une loi reliant la variation du niveau de la mer à une ou plusieurs variables explicatives (comme la température ou sa dérivée), et utiliser cette loi pour les projections à l'échéance de plusieurs décennies. L'autre grande famille de méthodes consiste à modéliser les contributions de chaque phénomène à l'évolution au niveau de la mer : glaciers, inlandsis et dilatation thermique notamment. De nombreuses études cumulent ces méthodes, en s'appuyant par exemple sur une méthode statistique pour les inlandsis, mais sur un modèle de processus pour l'effet stérique.

#### Méthodes semi-empiriques
Les méthodes semi-empiriques reposent sur l'utilisation des données historiques pour établir une relation entre la fonction étudiée (ici, l'élévation du niveau de la mer) et une ou plusieurs variables explicatives.
En 2007, Stefan Rahmstorf publie par exemple la méthode semi-empirique suivante. Il est considéré qu'à une modification soudaine à la date {\displaystyle t_{0}} de la température {\displaystyle T} de surface (de type fonction échelon), le niveau de la mer {\displaystyle H} réagit sous forme exponentielle :
{\displaystyle H(t)=H(t_{0})+\Delta He^{-{\frac {t-t_{0}}{C}}}}
où {\displaystyle \Delta H} est la variation finale du niveau de la mer, fonction de la variation de température appliquée. La constante de temps {\displaystyle C} est de plusieurs siècles. Ainsi, à « court terme », c'est-à-dire sur un ou deux siècles, la fonction {\displaystyle H(t)}, réponse à un échelon en température, peut être approximée par une fonction affine. En généralisant à une variation de température quelconque, et non une fonction échelon, il apparaît que, à court terme, la variation annuelle du niveau de la mer est proportionnelle au changement cumulé de température de surface :
{\displaystyle {\frac {dH(t)}{dt}}=a(T(t)-T_{0})}
{\displaystyle T_{0}} étant la température de surface pré-industrielle, Rahmstorf choisit 1880 comme point de départ. Le coefficient {\displaystyle a} est ajusté selon les données historiques, la valeur obtenue est de 3,4 mm par an et par degré Celsius.

#### Modélisation des phénomènes contributifs
L'autre approche consiste à modéliser numériquement les contributions à l'élévation du niveau de la mer en réponse au réchauffement climatique, et à les sommer. Au vu des très grandes périodes de temps à prendre en considération, la démarche est, de façon simplifiée, divisée en deux étapes. D'une part, on cherche à déterminer la variation de niveau de la mer « ultime » pour un réchauffement climatique donné, par exemple deux degrés : c'est-à-dire la valeur obtenue à l'équilibre, lorsque les masses de glace seront à nouveau stables, et que la température des océans n'augmentera plus. Cette valeur n'est atteinte qu'après des millénaires. D'autre part, il s'agit d'évaluer la vitesse d'élévation, autrement dit le rythme auquel la valeur finale sera approchée.

### Synthèse du GIEC
D'après la synthèse des connaissances scientifiques réalisée par le GIEC dans le cadre du rapport spécial océans et cryosphère de 2019, le niveau moyen de la mer augmentera d'ici à 2100 (par rapport à sa moyenne sur la période 1986–2005) d'environ 0,43 m (probablement  entre 0,29 et 0,59 m) dans un scénario de faible émission de gaz à effet de serre (RCP2.6) et d'environ 0,84 m (probablement  entre 0,61 et 1,10 m) dans un scénario de forte émission de gaz à effet de serre (RCP8.5). Ce rapport souligne qu'il existe des incertitudes structurelles quant à la vitesse de fonte de l'inlandsis de l'Antarctique, car certains processus impliqués dans sa fonte ne sont pas suffisamment connus pour être représentés de façon réaliste. La contribution de l'inlandsis pourrait ainsi être sous-estimée dans les intervalles de confiance probables, estimés statistiquement. Les instabilités de l'inlandsis de l'Antarctique pourraient conduire à une hausse du niveau des mers de 5 m d'ici 2150 et de 16 m d'ici 2300 pour le scénario RCP8.5.

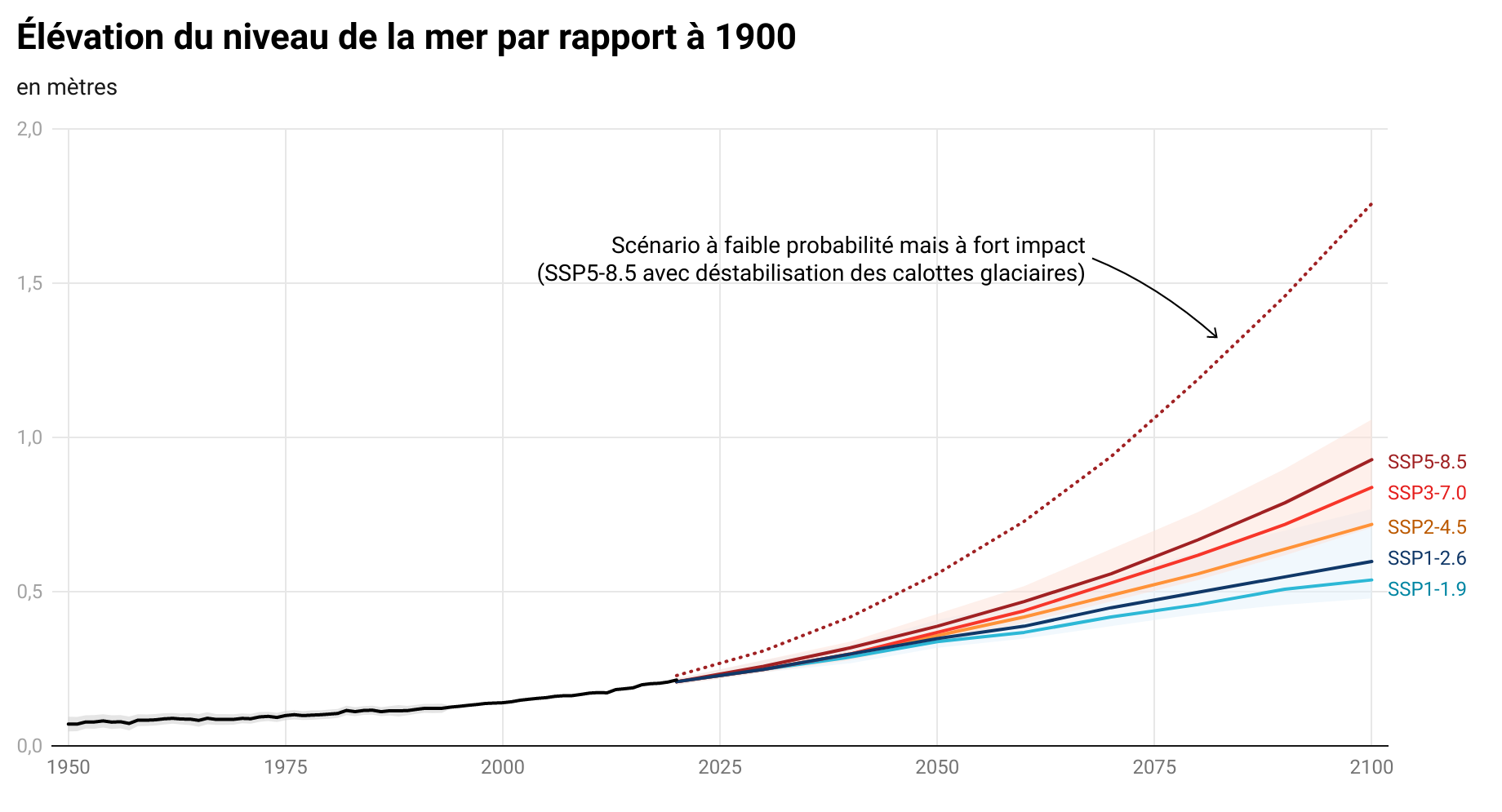
Changement dans l'élévation du niveau des océans historique (en noir, jusqu'en 2020) et projections pour les différents scénarios retenus par le sixième rapport d'évaluation du GIEC. Les fourchettes probables sont indiquées pour les scénarios SSP1-2.6 et SSP3-7.0. La courbe en pointillé correspond au 83e percentile du scénario SSP5-8.5, qui intègre des processus d'instabilité des inlandsis.

## Effets et enjeux de l'élévation du niveau de la mer

### Recul du trait de côte

Érosion côtière.

La règle de Bruun (en) publiée en 1962 est la première estimation quantitative du recul du trait de côte sur une plage sableuse en raison de l'élévation du niveau de la mer. Lorsque le niveau de la mer s'élève de S, l'érosion côtière modifie la distribution du sable, jusqu'à ce que soit atteint un nouvel équilibre avec un retrait R :
{\displaystyle R={\frac {SL}{h+B}}={\frac {S}{\tan \beta }}}
où
- R est le recul du trait de côte
- S est la variation du niveau de la mer
- L est la longueur horizontale de la zone affectée par le transport de sable (du sommet des dunes à la profondeur de fermeture)
- h est la profondeur de fermeture (limite du transport de sédiments)[134],[135]
- B est la hauteur des dunes
- β est la pente du profil actif.

Cette règle a été peu à peu remise en cause, les études successives montrant qu'elle ne peut donner qu'une approche qualitative, car elle ignore trop d'aspects : elle ignore le transport de sable dans l'axe de la côte, elle suppose un « budget » de sédiment fermé localement, etc..
Le recul du trait de côte pourrait avoir un effet collatéral en matière de droit de la mer. Les eaux territoriales et les zones économiques exclusives étant calculées à partir du trait de côte, un recul significatif de celui-ci pourrait, à certains endroits, donner naissance à des contestations de frontières maritimes entre pays voisins.

### Habitats humains et infrastructures

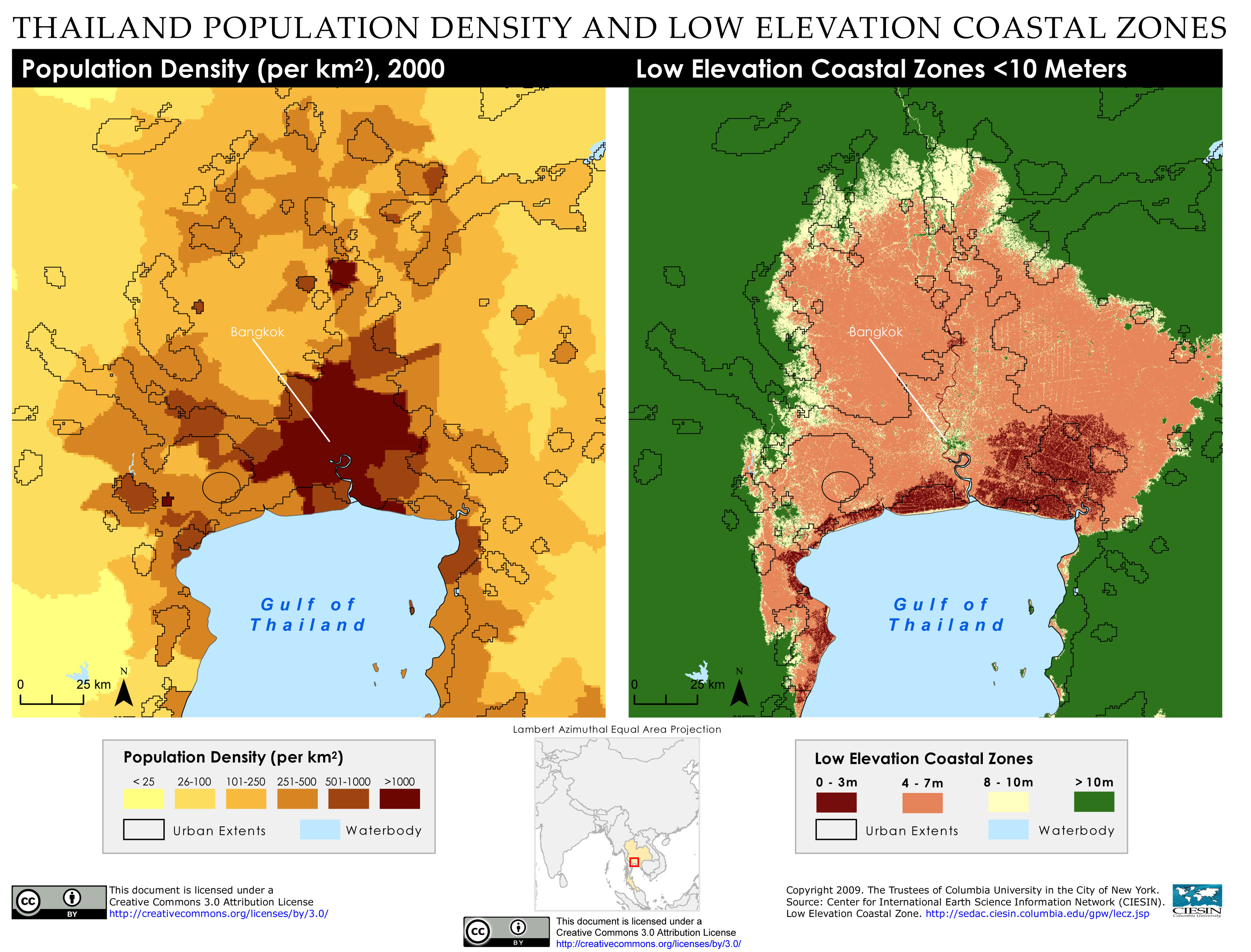
Bangkok, un exemple d'agglomération côtière dont la population est concentrée à une altitude extrêmement faible.

Une grande partie des usines chimiques, des raffineries, des grands ports stratégiques, des centrales électriques, notamment nucléaires, sont construits près des littoraux,.
Sur la base des projections du rapport TRE du GIEC (IPCC TAR) WG II, il est attendu que les changements actuel et futur du climat aient divers effets sur les systèmes côtiers, incluant une érosion côtière accélérée, une augmentation de la fréquence et de l'ampleur des inondations, des invasions marines dues aux tempêtes, des changements dans les caractéristiques et dans la qualité des eaux de surface et des eaux souterraines (salinisation), davantage de destruction de propriétés et d'habitats littoraux, des pertes de ressources et de valeurs culturelles et sociales, le déclin de la qualité des sols, des pertes économiques (agriculture, aquaculture, tourisme, loisirs) et enfin des pertes liées aux services de transport (les littoraux sont souvent bordés d'infrastructures importantes ou vitales pour les transports nationaux). Des pertes humaines potentielles font également partie des impacts cités par le GIEC.
Dans le monde, de nombreuses régions littorales ont commencé à consolider ou à rehausser leurs digues, à redimensionner leurs systèmes d'écluses ou de protection, sans néanmoins qu'il y ait de consensus sur la hauteur du risque à envisager ou sur les dates butoirs.
Ce n'est pas la hauteur moyenne, mais les maxima qu'il faut prendre en compte, ce qui nécessite d'intégrer les combinaisons possibles de facteurs d'amplification que sont les tempêtes, les dépressions et les crues, voire le risque de tsunami. La Flandre belge a, par exemple, décidé de prendre en compte le risque de surcote marine lié à une tempête « millénaire » dans son plan de protection des côtes mis en place par l’État et les dix communes côtières concernées. En effet, selon les modélisations, sans renforcement des digues et du cordon dunaire sur au moins un tiers du littoral belge, presque toute la côte ainsi que les villes situées à l'arrière des dunes et dans les polders seraient inondées, jusqu'à Bruges.

### Écosystèmes littoraux

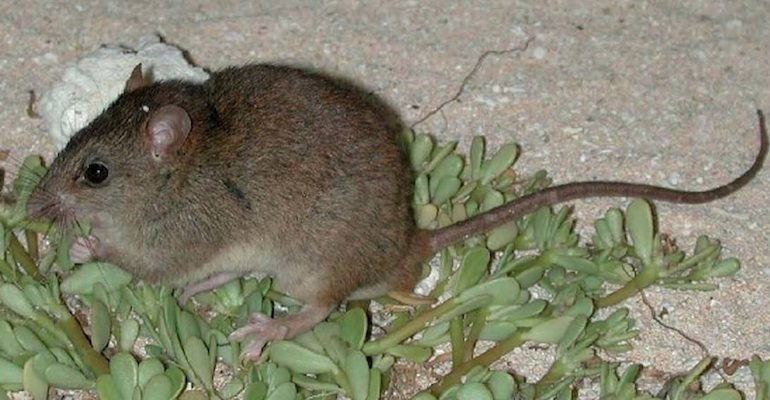
Melomys rubicola : ce petit rongeur endémique d'un îlot du détroit de Torrès a été déclaré éteint en 2019, son habitat ayant disparu sous la mer.

Les modèles projettent des différences régionales et locales importantes dans les changements relatifs du niveau marin. Les impacts varieront aussi selon les capacités de résilience écologique des écosystèmes et donc selon les zones biogéographiques et leur état de santé. Des changements floristiques, fauniques, trophiques et de biomasse sont déjà observés, mais leurs causes sont difficiles à démêler (le réchauffement ou des perturbations induites par la surpêche sont probablement aussi en cause). La biodiversité et la biomasse des zones intertidales moyenne et basse, qui sont les plus riches, pourraient être affectées si l'eau monte trop rapidement.
Les marais maritimes constituent des écosystèmes très particuliers, et sont directement exposés à la hausse du niveau de la mer. Tant que le rythme d'élévation est modéré, l'accrétion de matière (sédiments apportés par la mer et déchets végétaux) permet aux marais salants de ne pas être submergés : ils se déplacent en accompagnant le niveau de la mer. Cependant, un rythme supérieur à 5 mm/an soumettrait une grande partie des marais maritimes au risque d'être submergés. Une partie seulement de l'espace perdu pourrait être compensée par une migration de cet écosystème vers l'intérieur des terres.
Une étude publiée en 2018 met en doute la capacité des récifs coralliens à croître verticalement au rythme de l'élévation du niveau de la mer, en modélisant leur comportement. Selon les résultats obtenus, la majorité des récifs sont capables de suivre de près le rythme d'un scénario RCP2.6 prévoyant 44 cm de hausse de niveau de la mer d'ici 2100. En revanche, dans un scénario RCP8.5 où le niveau des océans monte de 74 cm, peu de récifs pourraient croître à ce rythme malgré une légère amélioration de leur taux de croissance en raison de la disponibilité supérieure de carbonates (du fait du taux de CO2 plus élevé de l'air). Environ trois quarts des 200 récifs coralliens étudiés verraient ainsi leur profondeur d'immersion augmenter de plus de 50 cm. La conséquence directe serait une forte diminution de la protection que ces récifs apportent à la côte contre l'érosion et les inondations.

### La subsidence: facteur d'aggravation local
La subsidence, c'est-à-dire le tassement de la surface terrestre, est, pour nombre de villes et régions côtières, un facteur aggravant, qui s'additionne à la montée de la mer pour augmenter le risque d'inondation. La subsidence est due à l'extraction des réserves d'eau souterraine, mais aussi parfois de gaz et de pétrole, et au poids des constructions. Ce phénomène touche surtout de grandes villes asiatiques. La situation de Bangkok, ville extrêmement basse en altitude dont le sol s'enfonce de un à deux centimètres par an, est particulièrement préoccupante. Tokyo, Osaka, Manille, Hanoï, Jakarta sont des exemples de métropoles asiatiques particulièrement concernées par cet effet. En Europe, Venise est un exemple de ville concernée. Outre la menace de submersion de villes, c'est aussi une cause de perte de terres agricoles, par exemple, dans le delta du Mékong.

### La surrection: facteur de compensation local
Le phénomène inverse à la subsidence s'observe également et consiste en la surrection des terres, ce qui peut compenser tout ou partie de l'élévation des mers. Elle peut avoir diverses causes. La première est le rebond isostatique à la suite de la fonte de masses de glace. C'est ce qui s'observe actuellement en Scandinavie où la mer Baltique recule par rapport aux terres de plus de 4 mm/an ou encore en Islande.
La seconde cause est la surrection tectonique comme sur la côte nord-ouest des États-Unis. En effet, quand deux plaques tectoniques convergent, il se crée des flexures dans les plaques, ce qui en soulève une partie. Les côtes de l'Oregon et de Washington se soulèvent de 2 à 3 mm/an, ce qui pour l'instant compense la montée des océans mais deviendrait insuffisant en cas d'accélération de celle-ci.

### Cas des polders
Les zones de polder comptent parmi les plus vulnérables. Dans certains cas (Pays-Bas), des polders sont rendus à la mer ou vont l'être. En cas de recul des nappes d'eau douce, l'avancée d'un biseau salé sous une digue ou un cordon dunaire est possible. Les régions de polders et de marais sont particulièrement exposées car leur altitude est très voisine du niveau moyen de la mer. Si l’augmentation de la profondeur d'eau à l’extérieur des digues n’est pas compensée par une sédimentation équivalente celle-ci provoque une diminution de la réfraction des vagues, ce qui entraîne une énergie plus grande libérée sur le littoral et une vulnérabilité accrue des ouvrages de défense contre la mer. Par ailleurs, une plus grande profondeur peut entraîner une modification de direction des courants marins, ce qui soumet le tapis végétal à une plus longue durée de submersion et à une salinité plus élevée, causant son appauvrissement. 
En plein essor depuis les années 1980, de nouvelles formes de gestion du littoral axées sur la dépoldérisation développent une politique défensive face à la mer. Ce mouvement consiste à rendre à la mer les étendues de terre qui avaient été gagnées sur l’eau. La dépoldérisation permet de se défendre contre la mer sans dommages environnementaux et participe même à reconstituer des milieux naturels. Dépoldériser entraîne une modification du milieu par resalinisation de celui-ci et permet la reconstitution d’un écosystème maritime composé de slikke (vasière) et de schorre (pré salé). Sa végétation halophile dense et épaisse est un frein à la pénétration de la mer puisqu’elle contribue à l’accumulation des sédiments.
Les aménagements humains pour protéger l'habitat de la mer influent sur les prix immobiliers et le consentement à payer ; ainsi, dans une étude concernant les localités côtières du Schleswig-Holstein en Allemagne, les prix des loyers semblent évoluer selon le niveau de sécurité ressenti lié à la présence de digues.

### Cas des îles

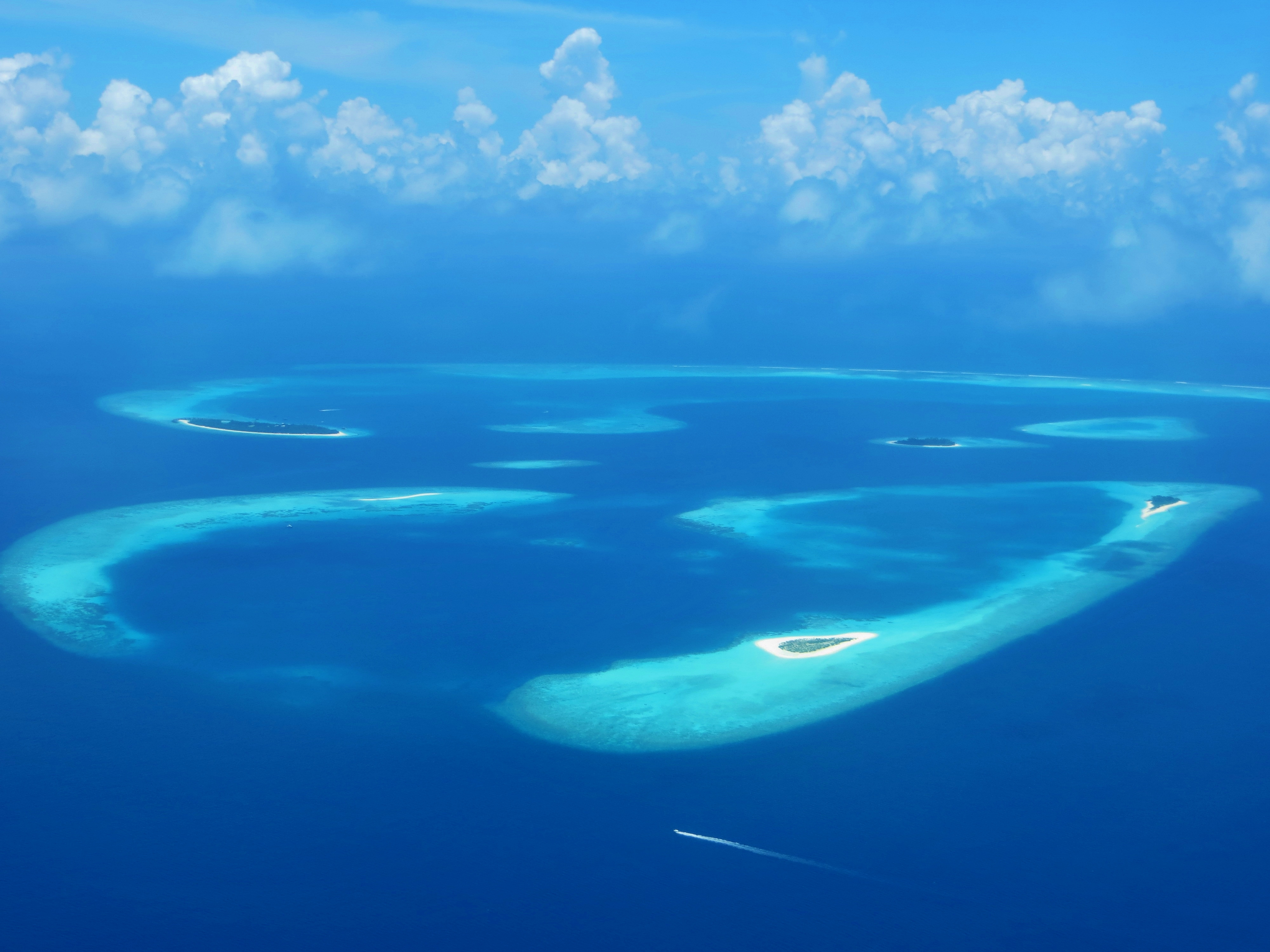
L'atoll de Baa aux Maldives.

Le GIEC suggère dans un rapport de 2006 que les deltas et les petits États insulaires constitués d'îles basses pourraient être particulièrement vulnérables à la montée des mers.  
Dans les années 2000, la perte d'une partie des terres des nations insulaires des Tuvalu et du Vanuatu a d'abord été attribuée à tort par certains articles de presse à la seule montée des mers, mais des articles scientifiques publiés par la suite suggèrent que cette perte résulte de l'érosion induite par la série de cyclones Gavin, Hina et Keli de 1997, et que l'élévation du niveau de la mer se combine avec des phénomènes tectoniques complexes.  
À ce jour[Quand ?], les changements de niveau marin n'ont pas encore causé de graves pertes environnementales, humanitaires ou économiques dans les États insulaires. Une étude scientifique publiée en 2017 et portant sur plusieurs centaines d'atolls ne trouve pas de lien entre élévation du niveau de la mer et disparition des îles basses sur une période de 50 ans. Selon les archipels, entre 19 % et 39 % voient leur surface augmenter, et entre 8 % et 18 % voient leur surface diminuer. Les îles dont la superficie régresse sont souvent les plus anthropisées, comme c'est le cas aux Maldives, l'archipel le plus touché. Construction de digues qui bloquent les flux de sédiments, remblayages sur le littoral, extraction de sable, contrecarrent l'adaptation naturelle des îles au niveau marin. 
Pour éviter un afflux supplémentaire de réfugiés climatiques, diverses options ont été proposées pour aider les nations insulaires à s'adapter à l'élévation du niveau marin et à des tempêtes plus fréquentes ou plus graves. 

### Intrusion d'eau salée dans les aquifères côtiers
Certains aquifères côtiers communiquent avec l'océan, ce qui est matérialisé par l'existence d'exsurgences sous-marines. Lorsque le niveau de l'aquifère baisse, notamment par surexploitation, des intrusions d'eau de mer peuvent se produire, augmentant la salinité de l'aquifère et rendant potentiellement son eau inutilisable pour la consommation humaine ou l'agriculture. L'élévation du niveau de la mer augmente ce risque. Il est mal connu et doit être évalué au cas par cas. C'est une menace sérieuse car ce phénomène peut concerner les aquifères qui alimentent en eau douce des régions côtières très peuplées.

### Patrimoine culturel
Dans un scénario de réchauffement limité à 2 degrés Celsius, 110 sites inscrits au patrimoine mondial de l'UNESCO sont menacés (de submersion et/ou d'érosion accélérée) à l'échéance de deux millénaires. Ce chiffre passe à 139 pour 3 degrés de réchauffement, et à 148 pour 4 degrés. Parmi les sites menacés, on recense les centres historiques de villes comme Saint-Pétersbourg, Ayutthaya, La Valette, et Venise ; des sites archéologiques, comme ceux de Carthage ou Byblos, des ensembles emblématiques, comme le Béguinage de Bruges et la Casbah d'Alger, et des monuments, comme la statue de la Liberté ou la basilique patriarcale d'Aquilée.

### Conséquences sociales: migrations et conflits
Les populations exposées à une élévation du niveau de la mer qui submergerait les côtes habitées sont obligées de migrer pour échapper à leur position vulnérable. Au Bangladesh, deux types de migrations peuvent être mises en évidence : premièrement, la migration interne qui pousse les habitants ruraux à se déplacer vers la région urbaine et, deuxièmement, la migration internationale qui a surtout lieu vers l'Inde. The State of Environmental Migration 2011 a publié un tableau concernant la présence des migrants bangladais dans différents États indiens :
| État               | Nombre en millions |
| ------------------ | ------------------ |
| Bengale-Occidental | 5,4                |
| Assam              | 4                  |
| Bihar              | 0,5                |
| Delhi              | 1,5                |
| Tripura            | 0,8                |
| Rajasthan          | 0,5                |
| Maharashtra        | 0,5                |

Au Nigeria, la migration de la population se limite au déplacement interne, population composée de personnes déplacées à l’intérieur de leur propre pays qui ont été forcées à fuir leur lieu de résidence habituel, notamment en raison de catastrophes naturelles. Mais le changement climatique est vécu de manière très différente selon les régions et les catégories sociales concernées, car la vulnérabilité à l’égard de l’environnement est le résultat des facteurs socio-économiques et géographiques spécifiques qui façonnent chaque société. C’est ainsi que certains pays, pourtant très exposés à l’élévation de la mer, parviennent à développer des programmes et infrastructures de défense efficaces face à cette menace. Se situant dans la partie du monde où les ressources financières sont les plus élevées, les Pays-Bas ont développé depuis la fin du XXe siècle différentes techniques de protection devant cet enjeu climatique majeur. Aujourd’hui, la population néerlandaise n’est plus en permanence directement menacée par les inondations susceptibles de provoquer des migrations.
Le phénomène des migrations climatiques est susceptible de causer des conflits dans des régions déjà instables de la planète. Ainsi, au Bangladesh, des conflits externes ont explosé à cause de la migration élevée vers l'Inde qui aggrave la concurrence pour l’accaparement de ressources déjà rares. Cette concurrence entraîne le déclenchement de tensions ethniques à la frontière et à l’intérieur du pays.

## Adaptations et contre-mesures

Stratégies d'adaptation aux changements climatiques pour diminuer les risques face à l'élévation du niveau marin pour les communautés côtières : ➀ pas de réponse ; ② protection avancée ; ③ ajustement ; ④ avancée ; ⑤ retrait ; ⑥ adaptation basée sur les écosystèmes.

### Cartographie des zones touchées selon le niveau

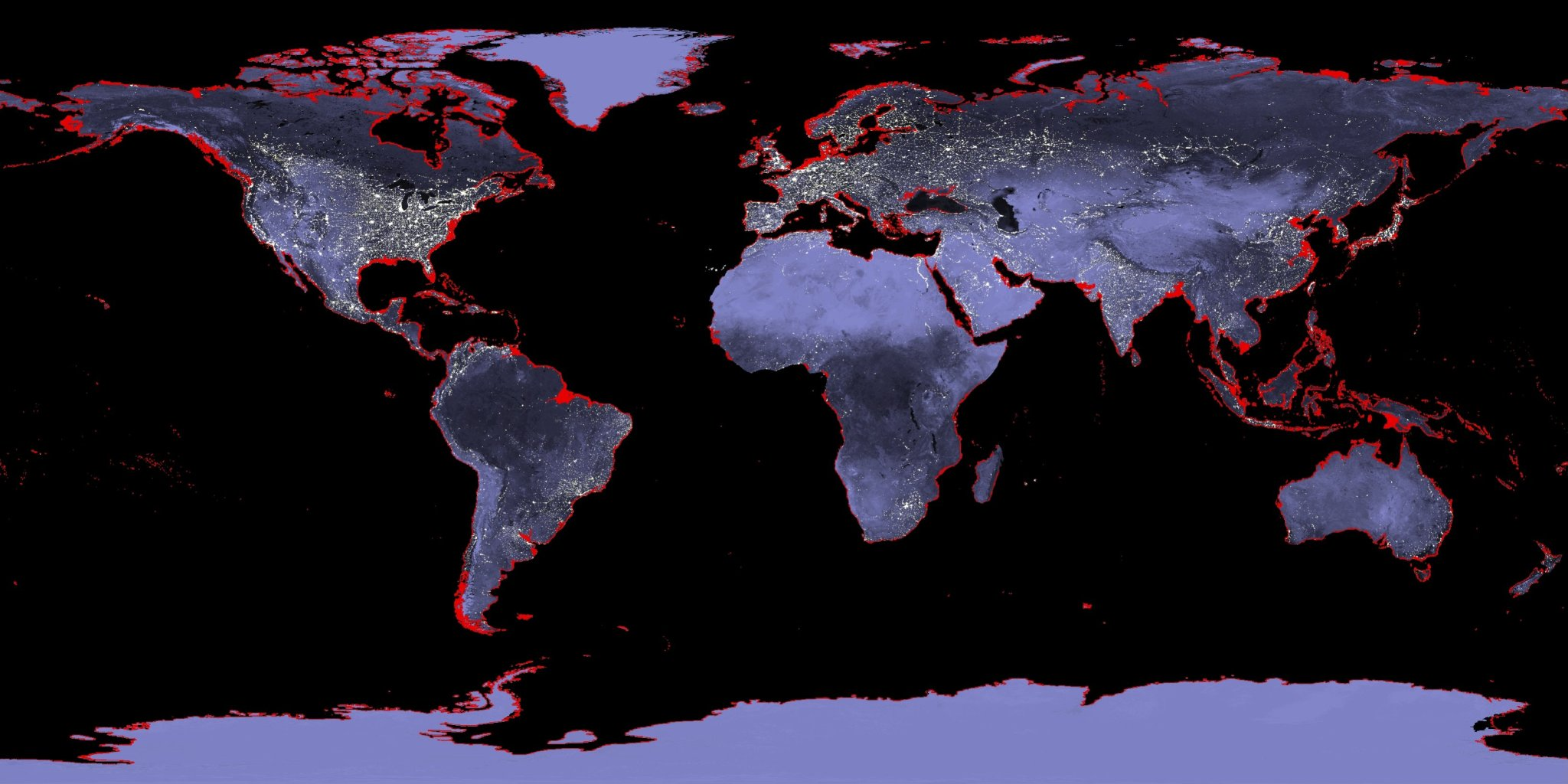
Carte des territoires menacés en cas d'élévation de la mer de 6 m.

La montée de la mer aura des effets différents et ne se fera pas à la même vitesse partout. De plus, au fur et à mesure de la submersion, l'érosion ou l'apparition de nouveaux cordons dunaires pourront modifier le trait de côte. Cartographier le futur trait de côte et son évolution relève encore du domaine de la prospective et de ses incertitudes.
Enfin, de nombreuses méthodes et représentations visuelles du risque de submersion existent et leur précision dépend de celle du modèle numérique de terrain, mais pas uniquement, il faut également tenir compte des rééquilibrages eustatiques et isostatiques. Il existe des sites calculant en ligne dans le monde les zones submergées en fonction la hauteur de la mer selon le MNT (modèle numérique de terrain).
Néanmoins, les cartes basées simplement sur l'altitude (supposant, par exemple, que, avec deux mètres d'élévation de la mer, les terrains situés à moins de deux mètres d'altitude seront inondés) constituent une base illustrative, mais ne suffisent pas à évaluer précisément les risques. L'évaluation du risque d'inondation est beaucoup plus compliquée, car elle doit prendre en compte non pas la moyenne, mais le maximum possible du niveau de la mer (tenant compte des effets périodiques régionaux, du risque d'onde de tempête, etc.), la subsidence, et l'érosion ou la sédimentation du littoral. Une cartographie précise des zones à risques est un préalable à l'établissement de politiques d'adaptation.

### Mesures d'adaptation
En matière de politique d'urbanisme et d'infrastructure, on distingue au moins trois types de politiques d'adaptation : défense, accommodation et retraite. La défense consiste à lutter contre le retrait du trait de côte, par exemple, en construisant des digues. L’accommodation revient à accepter certaines conséquences de l'élévation du niveau de la mer, par exemple, en adaptant les bâtiments et les infrastructures pour supporter sans trop de dommages des inondations lors des ondes de tempête. La retraite est le fait d'abandonner des zones vouées à l'inondation.
Le GIEC ajoute deux autres catégories : l'avance, qui consiste à gagner des territoires sur la mer, et l’adaptation basée sur les écosystèmes, qui consiste à restaurer ou à développer des écosystèmes (comme les récifs coralliens) capables de fournir une protection.

#### Politiques déjà adoptées en matière d'urbanisme
Plusieurs pays (ou juridictions) ont adopté des politiques en matière d'urbanisme et d'infrastructure qui prennent en compte l'élévation du niveau de la mer.
- L'Union européenne a produit une directive[177] sur les inondations, incluant la préparation à l'aléa de submersion marine (« inondations par la mer des zones côtières »).
- En Nouvelle-Zélande, depuis 2010, toutes les nouvelles constructions doivent prendre en compte une élévation du niveau de la mer prévisible évaluée à un mètre[178].
- La Floride a adopté en 2021 une loi rendant obligatoire la prise en compte de l'élévation du niveau de la mer prévue à l'échéance de 50 ans, pour tout projet de construction côtière à financement public[179].

#### Protection du trait de côte

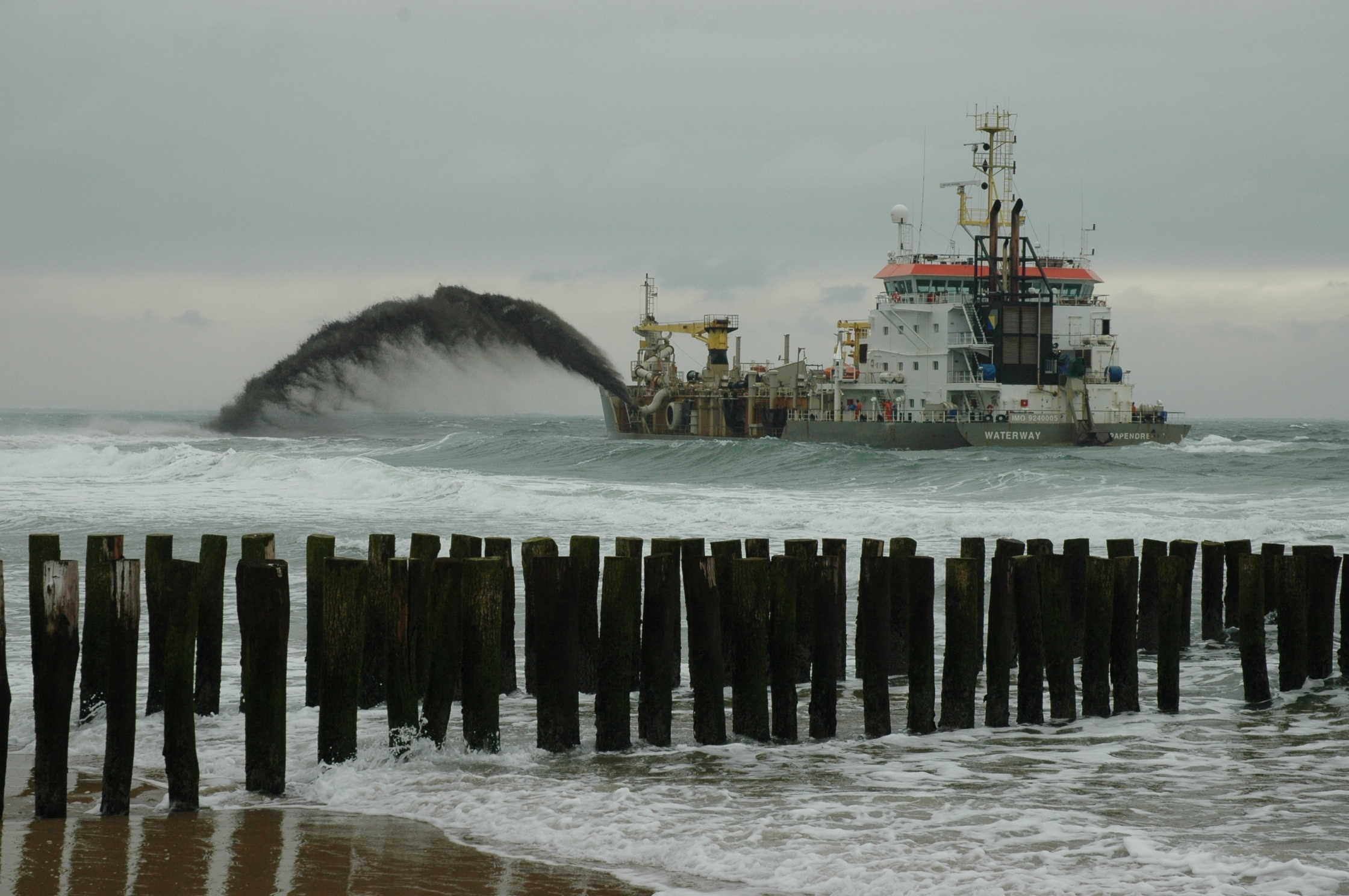
Sable de reconstitution ajouté à une plage aux Pays-Bas.

Les risques de submersion marine liés aux ondes de tempête, risques accrus par l'élévation du niveau de la mer, font l'objet de mesures de prévention de plusieurs ordres. On peut regrouper les aménagements destinés à prévenir ce risque en trois catégories :
- les travaux « en dur » : barrages, digues etc., qui représentent une artificialisation supplémentaire du littoral ;
- la reconstruction localisée pour empêcher le recul du trait de côte ;
- la méthode du moteur de sable, expérimentée aux Pays-Bas, qui consiste à laisser les courants distribuer le sable.

Les abords de Cotonou, au Bénin, ont fait l'objet d'une expérience réussie de protection du littoral. La construction de digues en épis a permis de réduire l'énergie des vagues. La déposition de sable est redevenue supérieure à l'érosion, et la plage, qui reculait très rapidement, progresse à nouveau.

#### Politiques de retrait

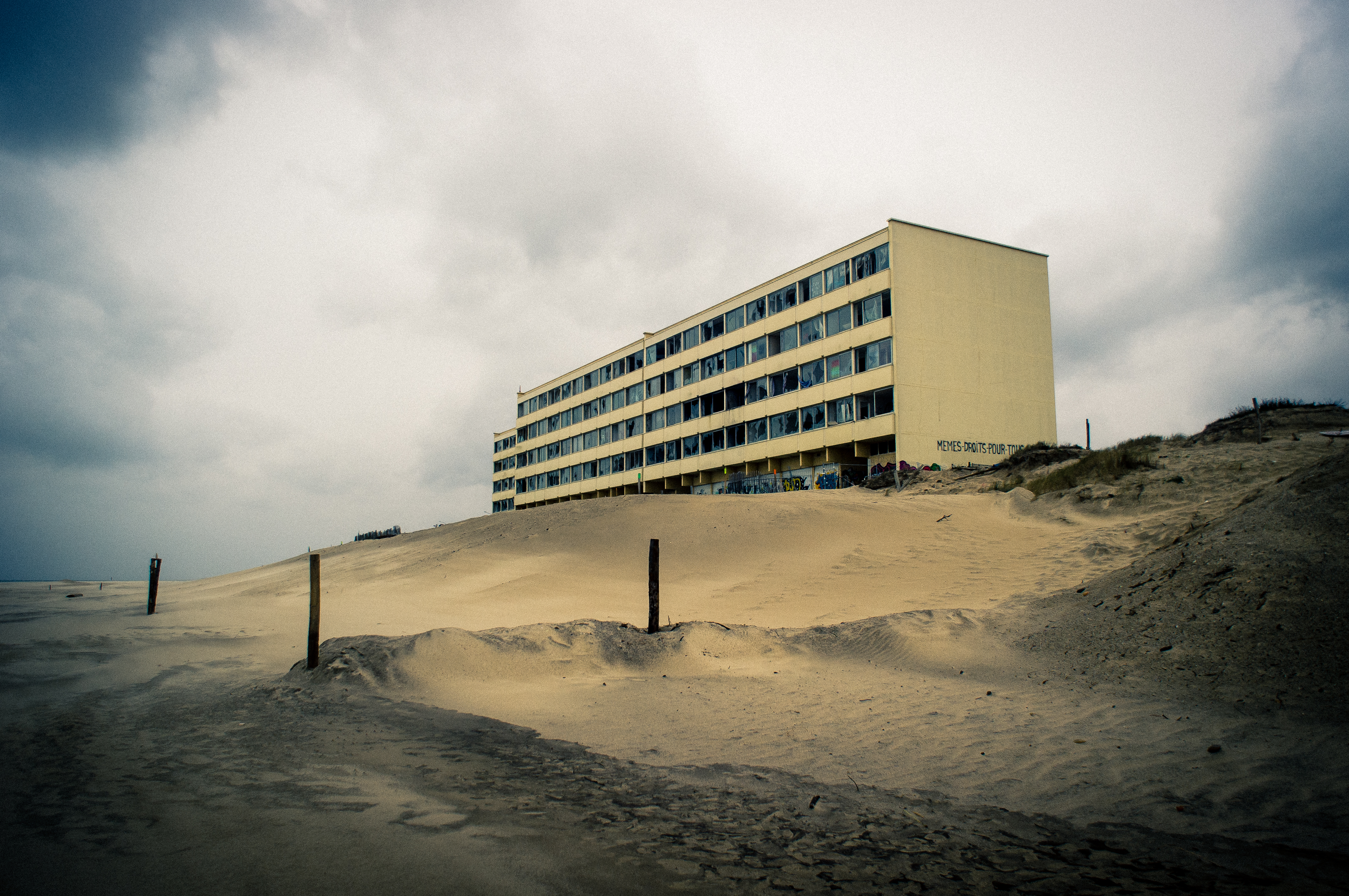
Immeuble « le Signal » à Soulac-sur-Mer en France, détruit en 2023 car menacé par l'érosion côtière.

Le retrait consiste à abandonner des territoires voués à l'inondation. Ce choix représente de considérables difficultés humaines et politiques, puisqu'il revient à organiser l'abandon par les habitants de leur milieu de vie. Il existe aussi de complexes questions juridiques. Dans quasiment tous les systèmes juridiques, les sols situés sous la mer échappent à la propriété privée : ainsi les propriétaires fonciers des zones submergées sont exposés à voir leur propriété disparaître purement et simplement, sans compensation. En pratique cependant, le phénomène étant progressif et prévisible, les propriétés concernées devraient voir leur valeur se déprécier graduellement,.
L'Isle à Jean Charles, une île au large de la Louisiane, a fait l'objet d'une telle stratégie. L'île est vouée à la disparition, une forte érosion locale accélérant l'effet de l'élévation du niveau de la mer. La petite communauté d'origine amérindienne qui l'habitait s'est vu proposer en 2016 une relocalisation vers une zone à l'intérieur des côtes, avec un financement fédéral. Cette opération, première du genre, a été beaucoup étudiée comme cas d'école.

### Propositions de géoingénierie
Différentes propositions ont été formulées en matière de géoingénierie : d'une part, celles visant à ralentir, de façon générale, le réchauffement climatique, d'autre part, celles visant à agir plus spécifiquement sur le niveau de la mer, par exemple en freinant la perte de masse des glaciers.

#### Géoingénierie climatique
De nombreuses idées visant à freiner le réchauffement climatique par une intervention humaine ont été proposées : ensemencement des océans, action sur l'albédo, réflecteurs solaires en orbite, aérosols, etc. Pour compenser l'effet climatique d'un doublement du taux de CO2 atmosphérique, il faudrait réduire de 4 W m−2 le forçage radiatif.
Un moyen d'obtenir ce résultat serait l'injection de sulfates, sous forme aérosol, dans la stratosphère : c'est le processus qui est à l'origine de l'hiver volcanique suivant les plus importantes éruptions pliniennes. Les aérosols de sulfates ont une durée de vie assez courte, ils devraient donc être renouvelés en permanence. Pour obtenir le chiffre de 4 W m−2, il faudrait relâcher dans la stratosphère 10 à 20 millions de tonnes de sulfates par an (soit l'équivalent de l'éruption du Pinatubo en 1991 tous les 1 à 2 ans). Dans un scénario de réchauffement climatique modéré (RCP4.5), un tel largage de sulfates pourrait quasiment arrêter l'élévation du niveau de la mer. En revanche, dans un scénario de très fort réchauffement (RCP8.5), il n'offre qu'un délai, de l'ordre de 80 ans. D'autres études ont néanmoins pointé un effet contre-productif possible : réduire artificiellement l'ensoleillement diminue l'évaporation et donc les précipitations. En plus d'augmenter la fréquence des sécheresses, cela pourrait freiner l'accumulation de glace sur les inlandsis.
Une autre proposition consiste à déployer des miroirs en orbite, afin de réduire le rayonnement solaire atteignant la Terre. Pour obtenir le même chiffre de 4 W m−2, il faudrait mettre sur orbite environ 20 millions de tonnes. Les démarches de reboisement, même si elles ont des effets positifs sur d'autres critères, ne semblent pas en mesure de ralentir sensiblement l'élévation du niveau de la mer.

#### Action sur les glaciers
Partant du constat qu'une partie importante de l'élévation du niveau de la mer prévue dans les prochaines décennies vient d'un petit nombre de champs de glace bien localisés, plusieurs auteurs ont proposé d'entreprendre des travaux à grande échelle pour ralentir leur fissuration et leur glissement vers la mer, et pour stabiliser ou augmenter leur masse.
Une famille de propositions se base sur l'idée d'augmenter l'albédo de la surface de la neige ou de la glace, afin de ralentir sa fonte, et de permettre éventuellement une accumulation d'une année sur l'autre. Une petite expérimentation a été menée sur un lac du Minnesota en 2016 : la fonte de la couche de glace a été ralentie par l'utilisation de microbilles de verre. Dans les Alpes italiennes, des bâches blanches sont installées chaque été depuis 2008 sur le glacier de Presena, à la fois pour augmenter l'albédo et pour réduire les échanges thermiques avec l'air ambiant. Il a aussi été proposé de retirer la surface « sale » (débris naturel ou pollution) de certains glaciers (éventuellement pour en faire des talus freinant l'érosion éolienne), ou de la recouvrir d'une couche de neige artificielle, là aussi pour augmenter l'albedo et ralentir la fonte.
Une autre piste proposée est d'appliquer le principe d'ensemencement des nuages l'hiver au-dessus des zones les plus froides du Groenland et de l'Antarctique, afin d'y augmenter les précipitations et donc l'accumulation de glace, renforçant certains glaciers. Diverses solutions ont été proposées pour freiner mécaniquement le glissement des glaciers vers la mer : construction d'ancrages en béton, utilisation de chaînes ou de câbles d'acier, murs s'opposant au vêlage.
Enfin, d'autres propositions consistent à cibler la couche d'eau liquide séparant les glaciers des substrats rocheux (qui permet le glissement des glaciers vers la mer), par exemple, en pompant l'eau via un forage, ou en la réfrigérant sur place.

#### Autres propositions
Le Sahara présente plusieurs régions sous le niveau de la mer, dont la plus importante, de loin, est la dépression de Qattara, dont le point bas est à −133 m. Construire un canal pour remplir certaines de ces dépressions d'eau de mer est un projet proposé depuis des décennies, principalement pour humidifier le climat local et produire de l'énergie marémotrice. Ce serait aussi un moyen d'agir sur le niveau de la mer, mais très limité : la dépression de Qattara stockerait 1 340 km3 d'eau, avec un abaissement du niveau de la mer de l'ordre de 3 mm. La régression de la mer Caspienne a fait l'objet de propositions spécifiques, notamment celle visant à détourner une partie de l'eau du Don vers la Volga (et donc la mer Caspienne). 
Il a aussi été proposé d'appliquer la séquestration du dioxyde de carbone dans des zones côtières touchées par la subsidence. Ce procédé aurait à la fois un rôle global (réduire les émissions de CO2 par le stockage souterrain) et un rôle local : annuler ou renverser la subsidence du sol. La lagune de Venise est une cible potentielle.

### Législation
- Directive  2007/60/CE du Parlement et du Conseil relative à l’évaluation et à la gestion des risques d’inondation, 32007L0060, adoptée le 23 octobre 2007, JO du 6 novembre 2007, p. 27-34, entrée en vigueur le 26 novembre 2007  [consulter en ligne, notice bibliographique]

### Modélisations
- Interactive sea level map (en)
- Simulation de la montée de la mer, avec relief simulé par la couleur (globalwarmingart)
- Autre simulateur